# Szojuz–Apollo-program

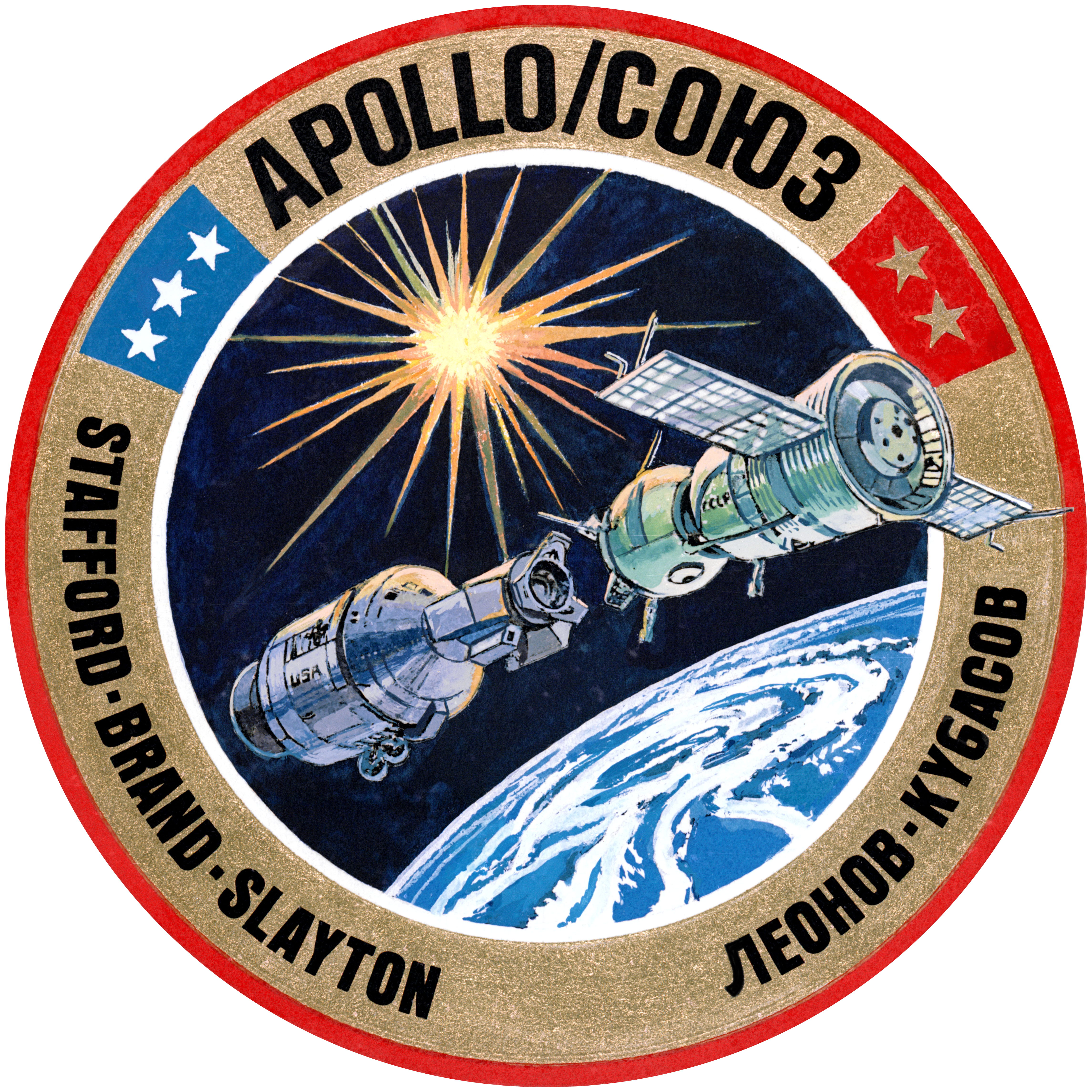
A küldetés jelvénye

A Szojuz–Apollo-program vagy más írásmód szerint Apollo–Szojuz-program a hidegháború enyhülési szakaszában létrehozott amerikai–szovjet közös űrrepülési program volt. A program hivatalos neve Apollo–Szojuz Teszt-program (angolul: Apollo–Soyuz Test Project [ASTP]; oroszul: Экспериментальный полёт «Аполлон» – «Союз» [ЭПАС]) volt.
Az űrtevékenységet kezdetben kizárólag két nagyhatalom, a Szovjetunió és az Egyesült Államok végezte, politikai okok miatt mindkét fél a maga repüléseit a másiktól teljesen elszeparáltan az űrverseny keretében. Ezzel együtt már az 1960-as évek kezdetén, Kennedy elnök és Nyikita Hruscsov párbeszédében felmerült az együttműködés gondolata, ám ezt az amerikai elnök elleni merénylet, majd a Hruscsov elleni puccs meghiúsította. Később, amikor az amerikaiak a Hold elsőkénti elérésével megnyerték az űrversenyt, ismét felvetődött az együttműködés gondolata. Ez egybeesett a hidegháború enyhülési szakaszával és mind Richard Nixon elnök, mint Leonyid Brezsnyev főtitkár favorizálni kezdte az eredetileg csak az űrügynökségek közti levelezésnek indult kezdeményezést.
A háttérből indult nyilvánvaló politikai támogatással élve a NASA vezetése, valamint a Szovjet Tudományos Akadémia vezetői rendszeres párbeszédbe kezdtek, amelynek eredményeként egy közös, ember vezette repülés terve kezdett kibontakozni az amerikai Apollo és a szovjet Szojuz űrhajók között. A terv végül a Nixon elnök és Brezsnyev főtitkár közötti 1972 májusi csúcstalálkozón egy – Nixon és Alekszej Koszigin miniszterelnök aláírta – nemzetközi egyezményben csúcsosodott ki, amelyben a két ország között nemzetközi együttműködésről állapodott meg a két nemzet és jogi alapot teremtett egy közös repülésnek.
A két ország űrszervezetei azt a feladatot kapták, hogy technikailag valósítsák meg a közös repülést. Ehhez szovjet oldalról egy közösen használt új dokkolószerkezet tervezésével és megalkotásával, amerikai oldalról pedig a szerkezetet magába integráló új űreszköz, a Dokkoló modul megalkotásával járultak hozzá. A technikai feltételek mellett a személyi feltételek megteremtését közös gyakorlásokkal teremtették meg a kiválasztott legénységekkel. Szovjet oldalról Alekszej Leonov parancsnokot, és Valerij Kubászov másodpilótát jelölték, az amerikaiak pedig Tom Stafford parancsnok, Vance Brand parancsnoki modul pilóta és harmadikként hatalmas meglepetésre Deke Slayton dokkolómodul pilótának adtak megbízást a repülésre.
Hosszas előkészítés után a repülésre 1975. július 15. és 24. között került sor. Először a Szojuz–19 startolt el a Bajkonuri űrrepülőtérről, majd hét és fél óra múltán az Apollo–18 indult útnak Cape Canaveralről. Két nap külön repülést követően jött el a pillanat, amikor a két űrhajó engedélyt kapott az egymáshoz kapcsolódásra. 1975. július 17-én meg is történt a művelet és a szovjet és amerikai űrhajók egymáshoz kapcsolódhattak a franciaországi Metz városa felett és megtörtént a legénység átszállása egymás űrhajójába. Ezt követően főként szimbolikus tevékenységet végeztek az űrhajósok, több váltásban átszállva egymás hajójába. A nagy sajtóérdeklődés miatt több tévéközvetítést és sajtókonferenciát is tartottak az űrből, amelynek tréfás epizódja volt, hogy a szovjet űrhajósok angolul, az amerikaiak oroszul kommunikáltak ezek során. A repülést teljes sikerrel zárta le a két fél. Propaganda szempontból Az Apollo és a Szojuz közös repülése egyben az Egyesült Államok és a Szovjetunió közti űrverseny jelképes lezárását is jelentette.

## Előzmények

### Az űrverseny
A közös szovjet-amerikai repülést az azt megelőző időszak szembenállásának kontrasztjában lehet megítélni. Az amerikaiak és a szovjetek egyfajta politikai eszközként kezelték a világűr elérésére irányuló technikai erőfeszítéseiket, amelynek kulcsszava a „verseny” volt, vagy a színfalak mögött az ádáz szembenállás. Kezdődött az egész a Szputnyik–1-gyel – amely az amerikaiak politikailag fellengzős bejelentésére, miszerint ők fognak először a világon egy eszközt az űrbe juttatni, volt egy csattanós válasz, vagy afféle „megelőző csapás”. Folytatódott egy élőlény – Lajka kutya – reptetésével, majd a Hold világraszóló elérésével, sőt a még világraszólóbb lefényképezésével és kicsúcsosodott az első ember, Jurij Gagarin világűrbe juttatásában. A szovjetek taroltak az űrteljesítményeket illetően, amire az amerikaiaknak kezdetekben nem volt ellenszere. Pedig Dwight Eisenhower megalakította a NASA-t, hogy egy helyre, egy szervezetbe koncentrálja az amerikai űr-erőfeszítéseket. Súlyosbította a helyzetet az amerikai sajtó, amely egyenesen a pánikba sodorta az amerikai közvéleményt a szovjet teljesítmények olyan – egyébként valós – értelmezésével, hogy a szovjetek immár akadálytalanul lennének képesek atombombáikkal elérni az USA teljes területét, míg ők erre nem lennének képesek válaszul. Ez a hangulat odáig fokozódott, hogy bár a szakma tisztában volt vele, hogy a feladat nagyságához sokkal jobban illene az együttműködés és a fejlesztések megosztása, mint a párhuzamos, kapacitáspazarló fejlesztési folyamat, politikai szinten mégsem volt a legkisebb remény sem arra, hogy a két fél kooperáljon.
Bár John F. Kennedy és Nyikita Hruscsov között felmerült még témaként a két ország űrbeli együttműködésének lehetősége, mégis Kennedy olyan magasra emelte a tétet az ezt kizáró versengésben, amikor a Holdat jelölte meg elérendő célként, hogy a közeledés üres politikai petárda maradt. Az Apollo-program amerikai bejelentésétől kezdve mindkét országban arra irányultak az erőfeszítések, hogy egymást megelőzve érje el egyik, vagy másik fél a Holdat. A Vosztok-program és Mercury-program teljesítményeiben még egyértelműen a szovjetek teljesítettek jobban, ám a folytatásban a Voszhod-program és a Gemini-program összecsapásában – ahol a hasonló képességekkel bíró űrhajók képességeit kellett igazolni – az amerikaiak könnyedén megfordították a versenyt és kezdték átvenni a kezdeményezést az űrteljesítményeket illetően.
Végül az Apollo-program és a Szojuz/LK-program kettősében csúcsosodott ki a versengés, amelynek vége, az igazság pillanata Neil Armstrong és Buzz Aldrin holdra szállása volt az Apollo-11-gyel, amelyre a Szovjetuniónak semmilyen választ nem sikerült adni a kifejlesztett, de kudarcot valló technológiával. Az amerikaiak ezzel – legalábbis propaganda értelemben – megnyerték az űrversenyt. Immár mindkét oldalról pozitív gesztusnak számított az együttműködés lehetőségeinek keresése egymás felé.
Ugyanakkor az amerikaiaknak Armstrongék sikere egyfajta űrt is elhozott. Az Apollo-programról évekig azt hirdették, hogy az oroszok legyőzéséről szól, így az érdeklődés alaposan megcsappant iránta, amint ez bekövetkezett. Az Apollo utáni időkre csak tervezett programok voltak, amelyek nem voltak éppen kézzelfoghatóak és a – szintén még csak tervezett – Skylab-program vége és az azt követő program, a többször felhasználható űrrepülőgép debütálása között egy óriási időbeli rés kezdett tátongani. Nixonnak, aki torzóra vágta az Apollo-t – többek között törölte belőle az Apollo–18, –19 és –20 holdexpedíciókat –, szüksége volt valamire, lehetőleg a lehető legolcsóbban és erre a célra nagyszerűnek mutatkozott egy egyszerű Apollo repülés, amihez már az eszközök is megvoltak legyártva, csak fel kellett turbózni kissé némi politikai marketinggel.

### A Dryden–Blagonravov-levelezés
Népszerű elképzelés, hogy a közös repülési programot az 1968-as Marroned c. amerikai film ihlette, amelynek cselekménye az űrben játszódik és egy amerikai űrhajós „űrhajótörést” szenved, de egy szovjet űrhajós végül megmenti. Ám ez csak romantikus elképzelés, mivel ennek alapjai jóval korábbiak, mint a film ötlete egyáltalán. Amikor John Glenn sikeresen teljesítette a Friendship 7 repülését a Mercury-programban, Nyikita Hruscsov az általa egyébként hirdetett politikai enyhülés jeleként gratuláló táviratot küldött Kennedy elnöknek. Kennedy pedig egy, az ezt megköszönő levélben válaszolt. A levélváltásban a két vezető felvetette egymásnak, hogy talán a világúr lehetne a terepe egy nagy amerikai-szovjet együttműködésnek. Mivel mindkét oldalon pozitívan látták a témát, Kennedy elnök Hugh Drydent, a NASA akkori főigazgató helyettesét bízta meg, hogy levelezze le Anatolij Blagonravovval, a Hruscsovtól kapott – rakétatudósból diplomatává avanzsált – kontaktszeméllyel.
Dryden és Blagonravov ezt követően hosszas levélváltásokat követően előkészített egy egyezséget: az USA és a Szovjetunió kicseréli a meteorológiai műholdjai eredményeit, valamint a Föld mágneses mezeje megfigyelésére vonatkozó műholdas megfigyeléseit és abban is megegyeztek, hogy közösen követik az USA Echo II ballonműholdját. A megegyezést 1962. december 5-én – mindössze néhány nappal a kubai rakétaválság lezárását követően – az ENSZ-ben is bejelentették, mintegy megnyugtatólag, hogy a két nagyhatalom kis híján atomháborúba sodródó konfliktusa után is él a párbeszéd a két fél között.
Kicsit később Kennedy felajánlotta, hogy küldjön a két ország közösen embert a Holdra, ám az erről szóló érdemi párbeszédet megakadályozta az elnök elleni merénylet. Később Hruscsov hatalmát is megdöntötte egy puccs Leonyid Brezsnyev vezetésével, így ez a téma mindkét oldalon egy időre feledésbe merült.

### A Paine–Blagonravov- és a Paine–Keldis-levelezés
1969-ben Richard Nixon váltotta Lyndon B. Johnsont, amely a legtöbb állami szerv élén is váltást eredményezett. James Webb, a NASA főigazgatója – akit még a demokrata Kennedy ültetett posztjára – lemondott, helyét pedig helyettese, Thomas Paine foglalta el. Paine nagy ambícióval látott munkához és közeledve az Apollo-program várható sikeréhez azt az ötletet kezdte fejlesztgetni, hogy a szovjetekkel együttműködést keressen. Elképzelése szerint az űrversenyből a verseny faktort nem kellett volna feladni, ám annak hidegháborús, kibékíthetetlen részét elhagyhatnák és baráti versennyé alakíthatnák, amelybe bőven belefér a két fél együttműködése. 1969 első felében ezért a NASA első embere megpróbálta feleleveníteni a korábbi levelezést, amelyet Dryden folytatott Blagonravovval. Ő is Blagonravovnak címezte leveleit, amelyekben együttműködést ajánlott a szovjeteknek. Az ajánlat lényege az volt, hogy szívesen juttatna fel a NASA amerikai űrhajókon szovjet műszereket és végezne az űrben szovjet kísérleteket. Utolsó levelében Paine meghívta Blagonravovot az Apollo–11 1969 júliusi startjára. Blagonravov a lehetőséget udvariasan elutasította, de levelezőpartnere tudtára adta, hogy a témában immár nem ő a megfelelő partner. A leveleket átadta a Pártnak, hogy ha az gondolja, jelöljön ki más levelezőpartnert Paine számára.
A Párt Msztyiszlav Keldist, a Szovjet Tudományos Akadémia elnökét jelölte ki a feladatra, aki matematikusként elévülhetetlen érdemeket szerzett a rakétatudományok matematikai alapjainak megteremtésében a Szovjetunióban. Mindeközben sor került az Apollo–11 korszakos repülésére és amikor Nixon elnök a leszállás helyszínére repült, hogy üdvözölje a hazatért űrhajósokat, a kíséretében Paine is ott volt az Air Force One fedélzetén. Az úton végig a főigazgató arról próbálta meggyőzni az elnököt, hogy keressék az együttműködést a szovjetekkel, amelyet végül Nixon támogatott is. Tette ezt annak tudatában, hogy a szovjetek is hajlandóságot mutattak a politikai enyhülés jegyében egy tudományos együttműködésre. Egy-két nappal korábban Alekszej Koszigin szovjet miniszterelnök Hubert Humphrey-val, korábbi amerikai alelnökkel folytatott nem hivatalos megbeszélést és szovjet részről is az együttműködést ajánlották lehetséges előrelépésként. A politikai szinten is kívánatos szándék alapján Paine feladatba kapta Nixontól, hogy keresse az együttműködést.
Paine az új kontakttal, Keldissel élénk levelezésbe fogott, amelynek első eredménye az lett, hogy Paine meghívta Keldist és szovjet kollégáit a NASA főhadiszállására 1969 szeptemberére, hogy a Viking marsszondákra szánt műszerek és kísérletek közé a szovjetek ajánljanak saját eszközeikből. A két fél hajlandóságával nem lett volna baj, ám a próbálkozást a korabeli posta lassúsága akadályozta meg: mire a szovjetek megkapták Paine meghívását, nem volt idő összeállítani a csapatot és elutazni az USA-ba.

## A párbeszéd
Az érdemi űrbeli együttműködésre vonatkozó párbeszéd 1970 tavaszán indult meg. Ekkor New Yorkban rendeztek egy nemzetközi eseményt, amelyre néhány szovjet diplomata is hivatalos volt, köztük Blagonravov is, amerikai részről pedig Paine. Ezen a rendezvényen kötetlen beszélgetésekre került sor, bármiféle nyilvános, vagy hivatalos kötelezettségek nélkül, amelyek végül abban a megállapodásban csúcsosodtak ki, hogy a COSPAR (Űrkutatási Bizottság) közelgő, 1970 nyár eleji közgyűlésén, amelyet Leningrádban tartottak, az amerikai delegációba Neil Armstrongot fogják akkreditálni az amerikaiak és esetleg a szovjetek megtehetnék, hogy körbevezetik a szovjet űrműhelyekben, amelyet Blagonravov elfogadott.

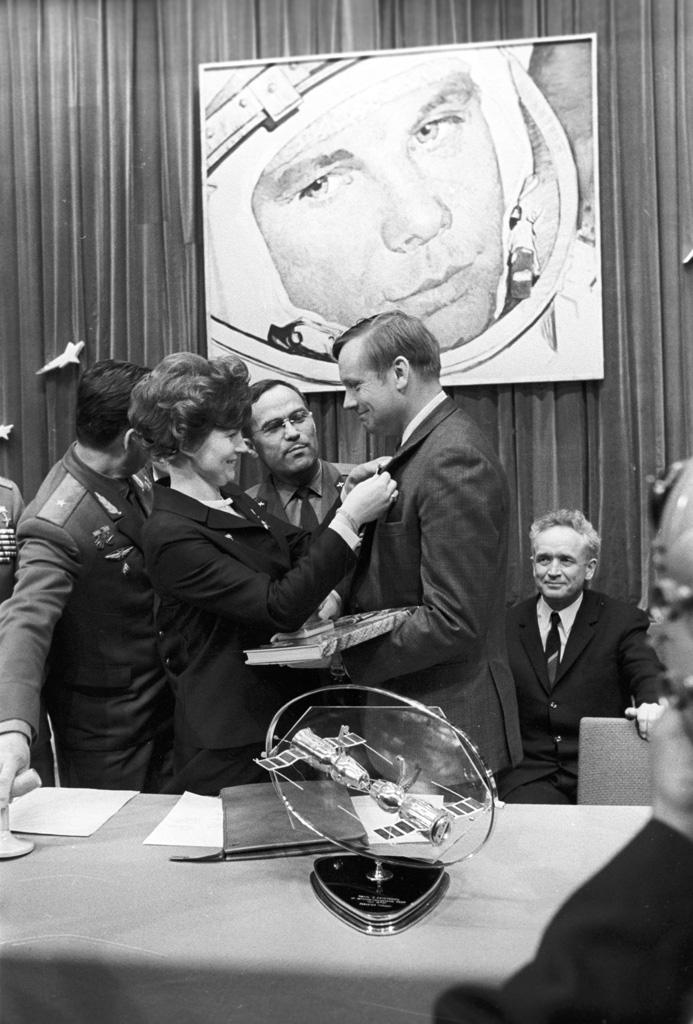
Neil Armstrong a COSPAR konferenciájának vendégeként Csillagvárosba látogatott, ahol Valentyina Tyereskova egy emlékjelvényt tűz ki neki

1970. május 24. – június 5. között valóban Neil Armstrong ott volt a kongresszuson és szívélyes fogadtatásban részesült. Olyannyira, hogy még Alekszej Koszigin miniszterelnök is részt vett a számára egyébként huszadrangú tudományos üléssorozaton. A miniszterelnök nyitónapon mondott beszédében pedig meleg szívvel támogatta a „nemzetközi kooperációt és a világűr békés célú felhasználását”. A miniszterelnök nyílt színi támogatása hátterében pedig a szintén a delegációban helyet kapott helyettes NASA főigazgató, George Low pedig értékes háttérmegbeszéléseket folytathatott különböző szovjet illetékesekkel.
A megbeszélések konkrét eredménye az lett, hogy az amerikaiak a hazatértüket követően a washingtoni szovjet nagykövet bekopogtatott Philipp Handlernél, az Amerikai Tudományos Akadémia elnökénél egy Msztyiszlav Keldistől kapott ajánlattal: a két országnak ki kéne fejleszteni egy közös dokkolómodult, amelyhez különböző űrhajók csatlakozhatnának (természetesen mindkét országból). Már csak ezt kellett tisztázni ki a valódi tárgyalópartner, mivel a szovjetek tévedésből azt hitték, hogy a NASA csak egy az Akadémiának alárendelt fiókszervezet.
Richard Nixon 1970. július 10-én nyilvánosan is bejelentette, hogy egyeztetések folynak a szovjetekkel az űregyüttműködés témájában és ő különösen elkötelezett ezek sikerében. A háttérben közben komoly változások is lejátszódtak. Nixon, nyolc évi demokrata uralom után átvéve az USA kormányzását a legtöbb demokrata iniciatívát felülvizsgáltatta, köztük a NASA tevékenységét is. A Holdra-szállás sikerén felbuzdulva az űrügynökség szakemberei már az Apollo utáni világ lehetőségein, így holdbázis építésén, vagy éppen a Vénusz elérésén, vagy a Marsra-szálláson kezdték dolgozni, ám Nixon, akinek egyszerre volt pénzügyi nyűg az Apollo-program és rossz emlékű memento egy olyan embertől, aki éppen őt verte el az emlékezetes 1960-as elnökválasztásokon, azaz Kennedy nagyságát hirdette, leállíttatott minden komoly űrtervet – a többször felhasználható űrrepülőgép kivételével – és magát az Apollo-programot is fájóan megnyirbálta. Ezek a minden területet érintő negatív változások arra sarkallták a NASA elkeseredett főigazgatóját, Thomas Paine-t, hogy azonnali hatállyal lemondjon. Helyét átmenetileg nem töltötték be, hanem egyik helyettesét, az Apollo-program kulcsfiguráját, George Low-t ültették a helyére megbízott főigazgatóként. Low pedig egyenesen feladatba kapta Nixontól a fenti nyilvános bejelentéssel párhuzamosan, hogy egyezzen meg az oroszokkal.

### Az első kapcsolatfelvétel
A Keldis-vezette szovjet csoport végül megegyezett a NASA-val, hogy még a Nagy Októberi Szocialista Forradalom ünnepségei előtt egy amerikai küldöttség látogat Moszkvába. 1970. október 24.-27. között sor is került a találkozásra, amikor az amerikaiak elrepültek Moszkvába. Odahaza indulás előtt a CIA alapos felkészítésben részesítette a delegáció tagjait, hogy nagyon óvatosan kezeljék az oroszokat, ahol egész biztosan mindenféle KGB-ügynök, kémelhárító és egyéb ügynök fog körülöttük legyeskedni.
Moszkvába érkezve a delegáció nyomát sem találta KGB-ügynököknek. Sőt a találkozó első napján a szovjetek elvittél a delegációt Csillagvárosba és megmutattak minden éppen használatos technikájukat, felfedve ezzel mindent, amit addig mindkét fél titkosnak gondolt.  Csillagvárosban az amerikaiak megnézhették az űrhajós kiképző központot, majd Beregovoj, Satalov és Kuznyecov űrhajós segédletével beültették őket a szimulátorokba, amelyből képet alkothattak a vadonatúj Szojuz űrhajó működéséről. A bemutató csúcsa a dokkolási szimulátor volt – két űrhajóféllel, kamerákkal, űrhajómodellekből és irányítókonzolokkal – amelyből az amerikaiak láthatták, hogyan dokkol a korábbi ellenfél. Levezetésként még meglátogattak egy űrmúzeumot, hogy a nap végén a Bolsoj Színház balettelőadásával zárjanak. .
Az igazi megbeszélésekre október 26-án került sor. Ekkor Glynn Lunney, az Apollo-program repülőigazgatója tartott diavetítéses előadást, amelyben bemutatta az Apollo űrhajók dokkolórendszerét és dokkolási technikáját, kitérve a legkisebb részletre is, úgymint az űrhajók közeledésére, az irányfények elhelyezésére, a célkeresztre és az űrhajók közötti kommunikációra, vagy az automatika és a manuális irányítás arányára. Az ő előadását követően Konsztantyin Feoktyisztov, a Voszhod–1 űrhajósa, egyébként vezető űrhajótervező mérnök pedig a szovjet dokkolási szisztémát mutatta be az amerikaiaknak. Az alapkérdés, vagy ha úgy tetszik a fő probléma máris nyilvánvaló lett a két csoport számára: a Szojuz alapvetően automata, radar irányította rendszerrel repült, az Apollo pedig alapvetően kézi irányítású volt. A folytatásban az amerikaiak bemutatták a többi dokkolórendszerüket is, a Gemini és más Apollo űrhajókon alkalmazottakat, majd megállapították, hogy az ő esetükben a Gemini és az Agena között alkalmazott eszköz hasonlít a leginkább arra, amit a szovjetek használnak.
A dokkolás utáni következő probléma az volt, mit kezdjenek az összekapcsolódással:
- csak kapcsolódjon össze a két űrhajó és más nem kell történjen
- kapcsolódjon össze a két űrhajó és az egyik utasai szálljanak át a másikba, kívülről, egy űrsétával
- kapcsolódjanak össze és szálljon át a legénység belülről úgy, hogy azonos a légkör a két kabinban
- átszállás belülről, de úgy, hogy marad a két űrhajó két különböző légköre, ezért kell egy légzsilip modul
- végül átszállás belülről, de a légzsilip modul legyen egy nagy, „tudományos-kísérleti modul”, ahová mindkét legénység átszállhat és közös munkát végezhet[38]

A következő probléma ebből a választásból fakadt. Az Apollo űrhajóban csökkentett nyomású tiszta oxigénlégkört, a Szojuz űrhajóban pedig normál nyomású levegőt alkalmaztak. Ahhoz, hogy a két legénység meglátogathassa egymást, valamiféle zsilipelésre volt szükség, ellenkező esetben a nitrogén miatt a búvárkodásból ismert búvárbetegség kerítette volna hatalmába az átszállókat. A találkozó utolsó napján pedig a felmerült problémák mentén zajlott azon kérdéseknek a megválaszolása, amelyek a találkozó első napján felmerültek.
A találkozó munkanapjainak estéin pedig kötetlenül ismerkedhettek és barátkozhattak a felek, hol a szovjetek rendeztek az amerikaiak számára nagyszabású fogadást, hogy az amerikaiak viszonozták ezt a moszkvai amerikai nagykövetségen rendezett eseményen, ahol természetesen folyt a vodka és a whisky és máris barátságok köttettek. A két, eladdig ádáz ellenfélről kiderült, hogy nagyon is barátságosak és lényegében letették annak alapjait, hogy ténylegesen tudjanak közösen dolgozni.

### George Low Moszkvában
Amíg a csapatok már a műszaki részleteket egyeztették, addig a vezetők között tovább folyt a a magasabb szintű egyeztetés. Keldis meghívta a NASA új vezetőjét, George Low-t egy moszkvai látogatásra, aki ezt el is fogadta. A találkozást 1971 januárjára tűzték ki. Problémát okozott, hogy időközben valamilyen mondvacsinált repülőgép eltérítési ügy miatt komoly diplomáciai feszültség bontakozott ki a két ország között, ami oda vezetett, hogy Washingtonban és New Yorkban atrocitások értek szovjet polgárokat, míg a Moszkvába készülődő NASA delegációnak azt mondta a washingtoni szovjet nagykövet, hogy nem tudják garantálni az amerikai polgárok biztonságát, amennyiben a Szovjetunióba utaznak. Ennek ellenére Low az utazás mellett döntött.
Low 1971. január 16-án érkezett Moszkvába. A NASA vezető nem csak egy közös repülés részleteit érkezett megbeszélni, hanem a teljes amerikai-szovjet kapcsolatokat és az űregyüttműködés lehetséges módjait. A fogadtatás a diplomáciai figyelmeztetések ellenére több, mint barátságos volt, Low és Keldis már az alatt az idő alatt is elkezdtek beszélgetni a reptéri érkezéskor, amíg a vámosok a formaságokkal foglalkoztak. A szélesebb körű együttműködés kereteit hosszú és megerőltető tárgyalások során sikerült öt pontban le is fektetni, amelyek túl is mutattak, meg nem is az 1962-es Dryden–Blagonravov egyezményen.
A találkozó utolsó napján szó került a kezdetek óta fel-felmerülő témáról, két űrhajó összekapcsolásáról. Low azzal a kollégáitól kapott instrukcióval ment Moszkvába, hogy lehetőség szerint létező, kipróbált űreszközök találkozásáról és dokkolásáról kellene tárgyalni. Akkoriban a Szovjetunióban már születőfélben volt a Szaljut űrállomás, amely alig pár hónappal Low látogatása után jutott fel először az űrbe és Amerikában is folyt már a Skylab űrállomás építése, így a lehetségesen találkozó űreszközök az Apollo, a Szojuz, a Szaljut és a Skylab voltak. Ezt a kört próbálták szűkíteni az amerikaiak teoretikusan az Apollo-ra és a Szojuzra, természetesen nyitva hagyva a lehetőséget a többi űreszköz felé is. De később a körvonalazódó program egyik alapköve ez a javaslat lett, amit Low meg is tett a Keldissel való tárgyalásai során.
Kicsit később Richard Nixon James Fletchert nevezte ki a NASA főigazgatójává és George Low visszatért régi, főigazgató-helyettesi beosztásába, bár a szovjetekkel való együttműködés ügyét ezután is ő vitte tovább.

### Előkészítő ülések Amerikában és a Szovjetunióban

#### Szovjetek első ízben az Egyesült Államokban
Az elkövetkező négy évben, lényegében szinte a startig hol a szovjetek küldtek delegációt Amerikába (zömmel Houstonba, az ottani Embervezette Űrrepülések Központjába), hol amerikai csoport utazott Moszkvába és Csillagvárosba. Elsőként egy 19 tagú szovjet delegáció utazott Houstonba 1971. június 20-án és maradt 5 naig dolgozni. A programjuk hasonló volt, mint az amerikaiaké a Szovjetunióban: a NASA-sok szívélyesen fogadták őket és űrhajósok – mint John Young, Ken Mattingly és Fred Haise – kíséretében körbevezették őket mindenütt. Az együttműködést már tökéletesen megalapozták, ezen a találkozón már nem az volt a téma, hogy hogyan tudnak együttműködni, hanem olyan konkrét kérdéseken, hogy milyen széles legyen az átjáró alagút. Két teljesen eltérő filozófiával fejlesztő és űrhajót építő – csak a példa kedvéért: a szovjetek metrikus rendszerben gondolkodtak, az amerikaiak birodalmiban – munkakultúrát kellett összehangolni, ami lassú, fárasztó folyamat volt. Ennek a találkozónak még volt egy nagyon fontos hozadéka: eladdig a szovjetek kérésére a kezdődő együttműködést titokban tartották, ám amikor a szovjet küldöttség hazatért, a világ közvéleménye elé álltak és a sajtónak elmondták, hogy közösen mire készülnek.
Két találkozó közti szünetben pedig a felek otthon dolgoztak a problémákon. Az amerikaiak például a szovjetek távozása után egy újabb fontos sarokkövet tettek le az asztalra – igaz teoretikusan, így lényegében nem tudván, hogy később ez az ötlet sarokkő lesz –: összeírták milyen hardver kellhet egy közös szovjet-amerikai repüléshez és ebben szerepelt egy dokkolómodul nevű, egyelőre meghatározatlan tétel is. Emellett először készült valamiféle időrend is, amelyben először határoztak meg céldátumokat, a startét például 1974 közepén, de inkább a végén. Az amerikaiak odáig mentek, hogy a hardverlista dokkolómodulra vonatkozó tételére követelményrendszer állítottak és odaadták a North Americannek – mint lehetséges gyártónak tanulmányozásra.

#### Szojuz–11
Ebbe a légkörbe robbant be a Szojuz–11 tragédiája, amely eléggé hátravetette a feleket. A szovjetek 1971 áprilisában pályára állították a világ első űrállomását, a Szaljut–1-et. A program amúgy is szerencsétlenül indult, az első látogató űrhajó, a Szojuz–10 egy hiba miatt nem tudott bedokkolni a Szaljutra és dolgavégezetlenül kellett hazatérnie. De ez csak apró malőr volt a Szojuz–11, a második látogató űrhajó előtt. A Szojuz-11 ugyan rendben bedokkolt az űrállomásra és sikerrel végig is csinálták az űrhajósai a 24 napos berepülési programot, ám hazafelé indulva egy váratlan, banális hiba miatt – egy légkiegyenlítő szelep idő előtt nyitott ki – a három űrhajós holtan érkezett le a földfelszínre. A közös szovjet-amerikai projektet ez nagyon rosszul érintette. A szovjet oldalt lekötötte a a baleseti kivizsgálás és annak kiderítése, mi okozhatta a katasztrófát, amerikai oldalon pedig a sajtó korbácsolt óriási hullámokat – néhány politikus hathatós segítségével –, amelyben azzal vádolták a NASA-t, hogy egy bizonytalan, veszélyes technikát alkalmazó partnerrel készülnek technológiai házasságra, veszélynek téve ki amerikai űrhajósok életét. A NASA és szovjet partnere magyarázkodásra kényszerült.

## A Nixon–Koszigin-egyezmény

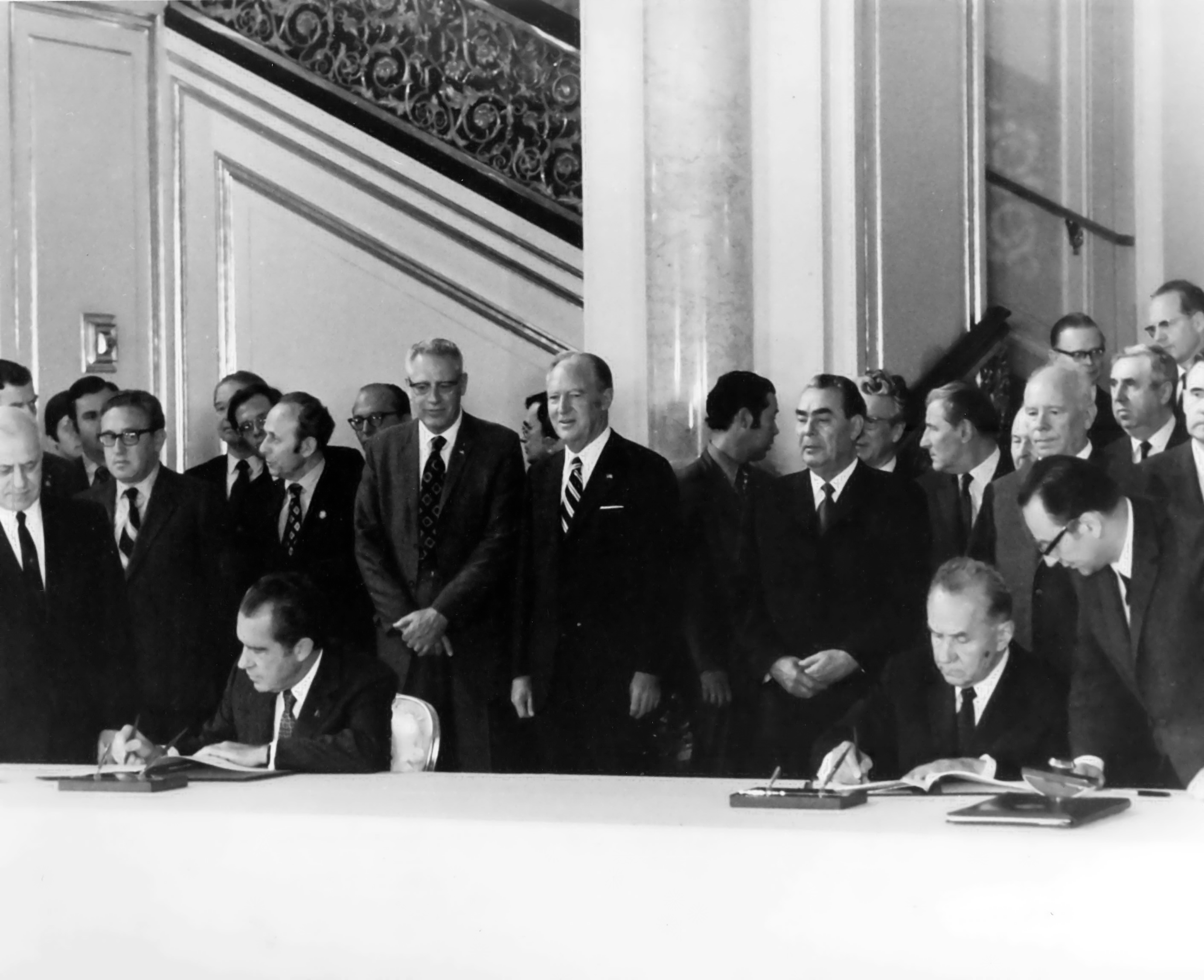
Richard Nixon és Alekszej Koszigin Moszkvában aláírja a Szojuz–Apollo repülést is megalapozó nemzetközi egyezményt 1972. május 24-én

1972 tavaszára a szovjet-amerikai kapcsolatokban óriási javulás állt be a politikai enyhülés, mint folyamat keretében és a felek elhatározták, hogy az amerikai elnök és a szovjet első titkár csúcstalálkozóján aláírják a SALT-1 fegyverzetkorlátozási megállapodást. A nyolcnapos tárgyalássorozat azonban nemcsak a fegyverzetkorlátozási tárgyalásokra korlátozódott, hanem számos területen rendezni igyekeztek a két nagyhatalom egymáshoz fűződő kapcsolatait és a SALT-1 megállapodás mellett más egyezmények aláírására is sor került. Ilyen volt a világűrbeli együttműködésről szóló egyezmény is, amely jogilag is megalapozta a jövőbeli közös űrrepülést.
A meghirdetett csúcstalálkozó előtt amerikai küldöttség érkezett Moszkvából Houstonba a NASA-hoz. A fő feladatuk a hardverek (a dokkolószerkezetek és a dokkolómodul) véglegesítése volt, bevonva a munkába a North American Rockwell céget, amely a dokkolómodult építette. A megbeszélések eredménye egy egyezmény lett, amelyben részletesen leírták és rajzokon véglegesítették a dokkolószerkezetek leírását, amelyeket majd alkalmazni fognak a két űrhajón. A Rockwell pedig ennek alapján elkezdhette a dokkolószerkezetek és a dokkolómodul gyártását, valamint az Apollo CSM átalakítását.
A technikai kérdések mellett a NASA Washington D.C.-beli főhadiszállásán az egész program politikai aspektusait tekintették át és ebből született a javaslat  a Fehér Ház felé, hogy a közös űrrepülést bele kéne venni a moszkvai csúcstalálkozó témái közé. Henry Kissinger, Nixon elnök nemzetbiztonsági tanácsadója arra kérte a NASA-t, hogy készítsen elő egy javaslatot a megállapodásra. A NASA a korábban kidolgozott dokumentumok alapján be is nyújtotta a dokumentumot továbbá javasolta, hogy George Low, Glynn Lunney és Arnold Frutkin (a NASA Nemzetközi Programirodájának igazgatóhelyettese) Moszkvába utazzon a csúcs előtti hónapban és véglegesítsék az egyezmény részleteit. A NASA vezetőtriója találkozott a Szovjet Tudományos Akadémia elnökségével és három nap alatt véglegesítették a szövegtervezetet. Az egyezményben amerikai oldalon biztosították a másik felet, hogy technikailag lehetséges lesz egy közös repülés, míg a másik oldalnak a menedzsment struktúráját (aka. a szovjet vezetési módszerek átláthatatlanságával és az amerikaiak általi kezelhetetlenségét) átalakítják.

Ezen a találkozón még egy dolog dőlt el. Az amerikaiak korábbi felvetésével szemben – miszerint az amerikaiak Apollo űrhajója találkozzon a szovjet Szojuz űrhajóval – a szovjetek a Szaljut űrállomást favorizálták. A megbeszélések során viszont változott a szovjet álláspont és az ő oldalukról a Szojuz űrhajó került előtérbe. Lényegében itt véglegesedett, hogy a közös repülésben mely űreszközök vesznek részt. A találkozó másik fő megállapodása volt egy szovjet kontaktszemély kijelölése. Az együttműködés kezdete óta szovjet oldalon nem volt olyan felelős személy, aki – mint amerikai oldalon Glynn Lunney programigazgató – azonosítható lett volna a másik fél számára, mint felelős vezető és kapcsolattartó. A szovjetek amerikai kérésre Konysztantyin Busujevet nevezték ki a Szojuz-Apollo szovjet igazgatójává és egyben kapcsolattartó egyszemélyi vezetőjévé.
A tárgyalások végén létrejött dokumentum végül összesen 12 alapelvet rögzített, ami alapjául szolgált mind a program gyakorlati végrehajtásának, mind az elnöki csúcstalálkozón aláírandó egyezménynek.
1972. május 22–30. között megtartották a Brezsnyev–Nixon-csúcstalálkozót Moszkvában, amelynek harmadik napján, 1972. május 24-én írta alá Richard Nixon amerikai elnök és Alekszej Koszigin szovjet miniszterelnök a Világűr békés célú felhasználásárra és felfedezésére irányuló együttműködésről szóló egyezményt, amely alapja lett a későbbi nemzetközi együttműködésnek és közös űrrepülésnek.

## Az előkészítő munka
Az elnök és miniszterelnök egyezményének aláírását követően kezdték el projektként kezelni a közös repülés ügyét, amely amerikai oldalon a Apollo–Soyuz Test Project (ASTP – Apollo–Szojuz Tesztprojekt), míg szovjet oldalon Экспериментальный полёт «Союз»–«Аполлон» (Szojuz-Apollo Kísérleti repülés) néven kezdték emlegetni. Hivatalos megnevezéssé pedig 1972. június 30-án vált, innentől kezdve mindkét oldal a saját elnevezését használta a tömegtájékoztatásban.
De más kérdésekben is a konkrét, immár egy valós repülést célzó munka került előtérbe Nixon moszkvai csúcstalálkozója után. Legelőször is véglegesen tisztázódott a projektben résztvevő űrhajók köre. Az amerikaiak a párbeszéd során kvázi hivatalosan is lemondtak a Skylab szerepeltetéséről, míg a szovjetek is visszaléptették a Szaljutot. Maradt az Apollo űrhajó az egyik, a Szojuz űrhajó a másik oldalon. A következő lépés még konkrétabb volt: meghatározták a leendő repülés menetrendjét és startsorrendjét. Előbb az amerikaiak pusztán logikai szempontokat figyelembe véve javasolták, hogy az Apollo startoljon először, de a szovjetek azt szerették volna, ha a Szojuz megy először az űrbe. A részletek tisztázása közben vált világossá az amerikai félnek, hogy a szovjetek nem egy, de két űrhajót is allokálnak a feladatra és amennyiben az első startjuk valamiért nem sikerülne, egy másik Szojuzt is felkészítenek a repülésre. Az amerikaiakat nagyon meglepte a szovjetek ezirányú, nagyfokú elköteleződése a siker iránt, de lemondtak az elsőkénti startról. Ennek az egyeztetésnek a keretében leszűkítették a startdátumot 1975 nyarára. És kijelölték a startfolyamat során szükséges adatok körét és hogy azt hogyan bocsátja egyik fél a másik rendelkezésére (a terv szerint a Szojuz startja után legkésőbb 6 órával az amerikai félnek pontos adatokkal kellett rendelkezni a szovjet űrhajó pályáját illetően, hogy a sajátját megfelelő pontossággal indíthassa).

### Szojuz tesztrepülések
A közös repülés mindkét oldalon kisebb változtatásokat igényelt az űrhajókkal szemben. A Szojuz-Apollo-hoz átalakított űrhajók szovjet példánya önálló jelölést is kapott Szojuz 7K-TM. A szovjetekre azonban óriási nyomást helyezett a közös repülés presztízs oldalon. Korábban megtehették, hogy egy kudarc esetén eltitkolták azt és a repülés nevét a Koszmosz-sorozat végeláthatatlan és minden elfedő repülései közé sorolták be. De a közös repülés annyira a világ közvéleményének vizslató szemei előtt zajlott, hogy egy esetleges kudarccal ezt nem lehetett megtenni, azt mindenképpen fel kellett vállalni. Ám a presztízst mindenekelőtt kezelő kommunista rendszer a kudarc kockázatát minimalizálandó azt tűzte ki, hogy nem lehet kudarc. Ezért egy hosszú, csak erre az űrhajótípusra vonatkozó saját tesztrepülés-sorozatról határoztak.

#### Koszmosz–638
A tesztsorozat első tagja egy automata üzemmódban felbocsátott Szojuz 7K-TM űrhajó volt. A startjára 1974. április 3-án került sor. Távirányítással gyakorolták az automata irányítást, a manőverezőképességet, az űrhajó stabilitását, helyzetmeghatározását és pályaváltoztatását, mind-mind olyan tényezőt, ami egy dokkolásnál alapvető fontosságú. Az űreszköz végül 10 napot repült (és a repülésébe belefért még néhány csillagászati, meteorológiai, földmegfigyelési, halászati, és biológiai megfigyelés is). Az űrhajó azonban hivatalosan nem Szojuz volt, hanem a Koszmosz–638 műhold (az előkészületek még az amerikaiak felé sem voltak nyilvánosak).

#### Koszmosz–672
A soron következő űrhajó még mindig automata volt és mindössze annyiban különbözött a Koszmosz–638-tól, hogy egy másik típusú dokkolószerkezetet, az APASz-75-öt szerelték fel rá (olyat, amilyet majd élesben használtak a közös repülésen), ám mivel az űrhajó nem kapcsolódott össze semmivel, ez egy funkciótlan alkatrész volt. Az űrhajó startjára 1974. augusztus 12-én került sor és repülése 6 napig tartott. Hivatalosan ez sem kapott Szojuz lajstromjelet, helyette a Koszmosz–672 jelölést kapta.

#### Szojuz–16
1974. december 2-án Anatolij Filipcsenko és Nyikolaj Rukavisnyikov indult az űrbe a Szojuz–16 fedélzetén, hogy kipróbálják társaik előtt az amerikaiakkal dokkoló űrhajóverziót. Ők is vitték az APAS-75-öt és dokkolási gyakorlatot tartottak egy képzeletbeli amerikai dokkolószerkezethez kapcsolódva. Kipróbálták az új létfenntartó rendszert, amellyel lejjebb csökkentették az űrhajó belső nyomását és feljebb engedték az oxigénszintet a 20%-ról 40 %-ra, mintha egy Apollo űrhajóval összekapcsolódva vészhelyzet lépne fel. A végső teszt pedig azt szimulálta, hogy mi van akkor, ha véletlenül a két űrhajó nem tudna szétválni egymástól és vészmegoldással le kéne robbantani a dokkolóberendezést. A 6 napos út időtartama is teszt volt, mindössze 10 perccel tért el az Apollo-Szojuz tervezett idejétől. A 6 nap végére a szovjetek teljes sikert hirdethettek.

### A dokkoló modul
Az egész koncepció kulcseleme a két űrhajó összekapcsolásához szükséges berendezés volt. A problémának két különböző vetülete volt. Eszerint a két különbség a Szojuz és az Apollo űrhajók között a kabinban alkalmazott légkör és a szovjetek és az amerikaiak által használt dokkolási szisztéma, illetve dokkolószerkezet különbözősége volt. A szovjet űrhajóban 101,325 kPa (1 atm) nyomású levegőt használtak, míg az Apollo űrhajóban 34,45 kPa (5 psi) nyomású tiszta oxigén volt az alkalmazott légkör. Ha azt akarta a két fél, hogy az űrhajósok átszállhassanak egymás űrhajójába, a különböző kabingázok miatt nem tehették meg ezt. Az átszálláshoz zsilipelés és a búvárokéhoz hasonló hosszabb akklimatizálódó légzésre volt szükség a szovjet űrhajóban jelenlévő nitrogéngáz miatt, ami keszonbetegséget okozott volna az űrhajósoknál egy zsilipelés nélküli átszállás miatt. A másik kérdés a dokkolószerkezet volt. Az Apollo űrhajókon használtét még a holdra szálláshoz optimalizálták, amelynek során belül szálltak át az űrhajósok a parancsnoki űrhajóból a holdkompba. A Szojuzokét pedig eredetileg szintén a szovjet Holdra-szállás szülte, amelyben az űrhajósok kívülről szálltak volna át a Szojuzból az LK holdkompba. Létezett még egy belső átszállásra alkalmas változat, amellyel a Szaljut űrállomásra lehetett átszállni a Szojuzokból, de ez is élesen különbözött az amerikai megoldástól. A felek megegyeztek végül, hogy a szovjetek szállítják magát az androgün dokkolószerkezetet, amelyhez az amerikaiak építenek egy zsilipkamrául is szolgáló űreszközt, amelyre felszerelhetik az összekapcsoláshoz szükséges berendezést.

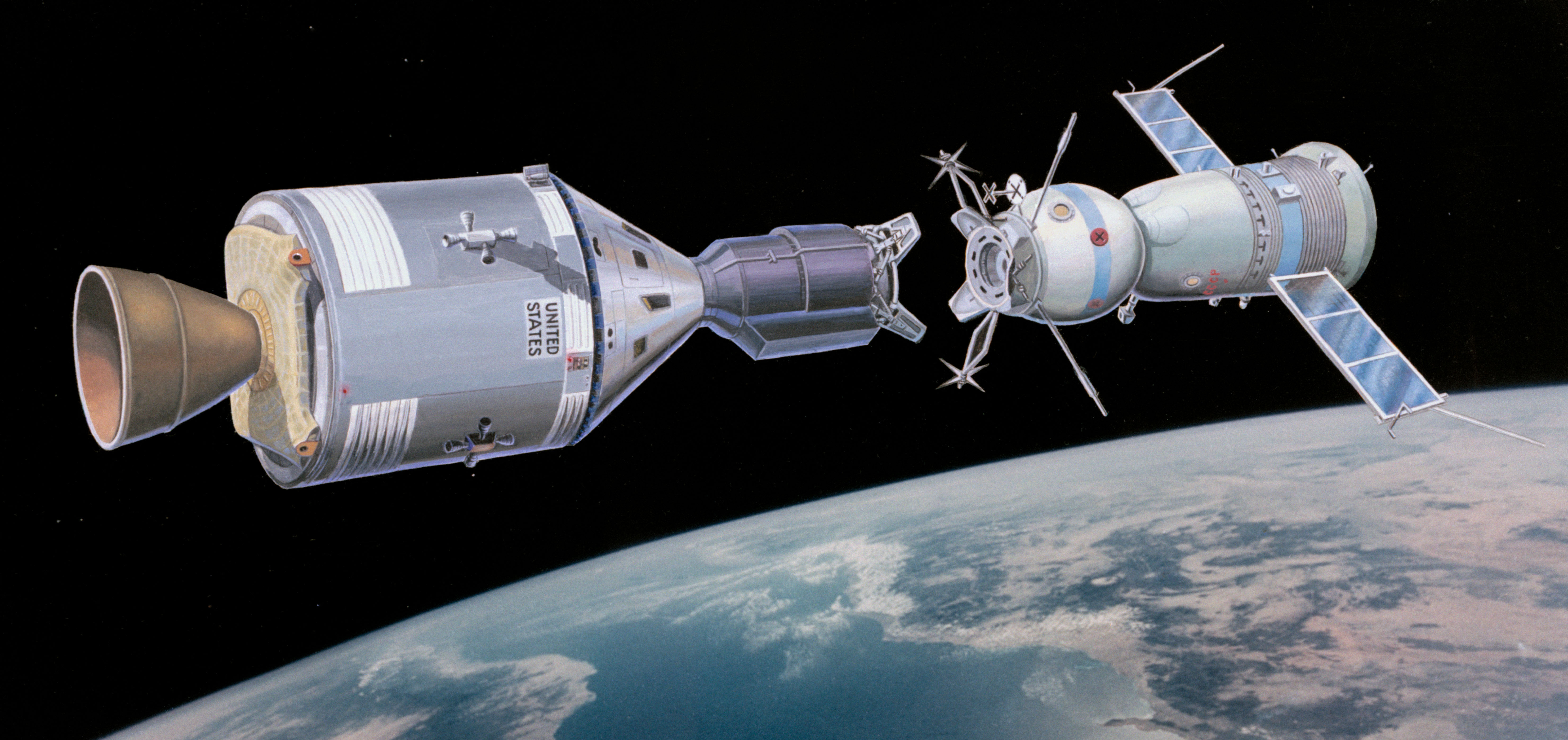
Fantáziarajz a Szojuz és az Apollo űrhajók összekapcsolódásáról, középen a Dokkoló modullal (DM)

A repülés előkészítésének része volt a dokkoló modul, illetve amerikai jelölésével DM megépítése. A DM-nek kétféle követelménynek kellett megfelelnie: egyrészt, mivel az Apollo űrhajónak kellett magával vinnie, bele kellett illeni az Apollo-Saturn hardverrendszerbe – természetesen úgy, hogy a szovjetek által szállított dokkolószerkezet legyen az egyik végén, míg a hagyományos Apollo dokkolószerkezet a másikon – másrészt pedig életteret, illetve bizonyos kísérletekhez egyszerűsített munkateret nyújtson legfeljebb 3 ember számára. Az elsődleges funkciója az volt, hogy az átszállásoknál a két űrhajón alkalmazott kabinlégköröket kicserélje úgy, hogy az utasokat ne érje káros hatás. Egy teljes légkörváltáshoz szükséges zsilipelés több, mint egy órát vett volna igénybe, amit úgy rövidítettek le, hogy mindkét űrhajó kabinnyomását egymás felé tolták annak érdekében, hogy minél nagyobb különbséget kelljen áthidalni. Az Apollo tiszta oxigénjének nyomását 55,2 kPa-ig lehetett emelni, míg a Szojuz levegőnyomását 68,9 kPa-ig lehetett csökkenteni anélkül, hogy tűzveszély lépett volna fel. A tervezők az átszállásokhoz ezt valósították meg.. A másodlagos funkcióhoz, azaz több ember befogadásához és bizonyos kísérletek elvégzéséhez a NASA egy 1,4 méter átmérőjű, 3,15 m hosszú hengert állított a tervezés középpontjába, ez fogadta magába az űrhajósok befogadásához szükséges teret, a gáztartályokat, önálló létfenntartó rendszert, és a tudományos kísérleti eszközöket, pl. egy MA–010 jelű olvasztókemencét. A henger egyik végén kapott helyet a hagyományos Apollo dokkolórendszer, a másikon pedig az új, androgün dokkolószerkezet. A dokkolószerkezeteken át mindkét irányba az űreszközökön belül lehetett átszállni az űrhajósoknak. Maga a DM csak részben volt önálló, teljes értékű űrhajóként nem tudott volna működni csak az Apollóhoz kapcsolódva, mivel a működéséhez szükséges elektromos energiát egy köldökzsinóron kívül az amerikai űrhajótól kapta.
A repüléskor a DM a holdkomp helyén utazott a Saturn rakéta S-IVB fokozatába ágyazva. Pályára állás után az Apollo űrhajóval a Holdra-szállások folyamatához hasonlóan el kellett távolodni a rakétafokozathoz, a hajót a kereszttengelye körül 180 fokkal elforgatni, visszaközelíteni a fokozathoz, bedokkolni az Apollót a fokozat tetején ülő DM-hez, majd egy beépített rugós szerkezet és az űrhajó hajtóműveinek segítségével kihúzni a tartórekeszéből.

## Személyzet

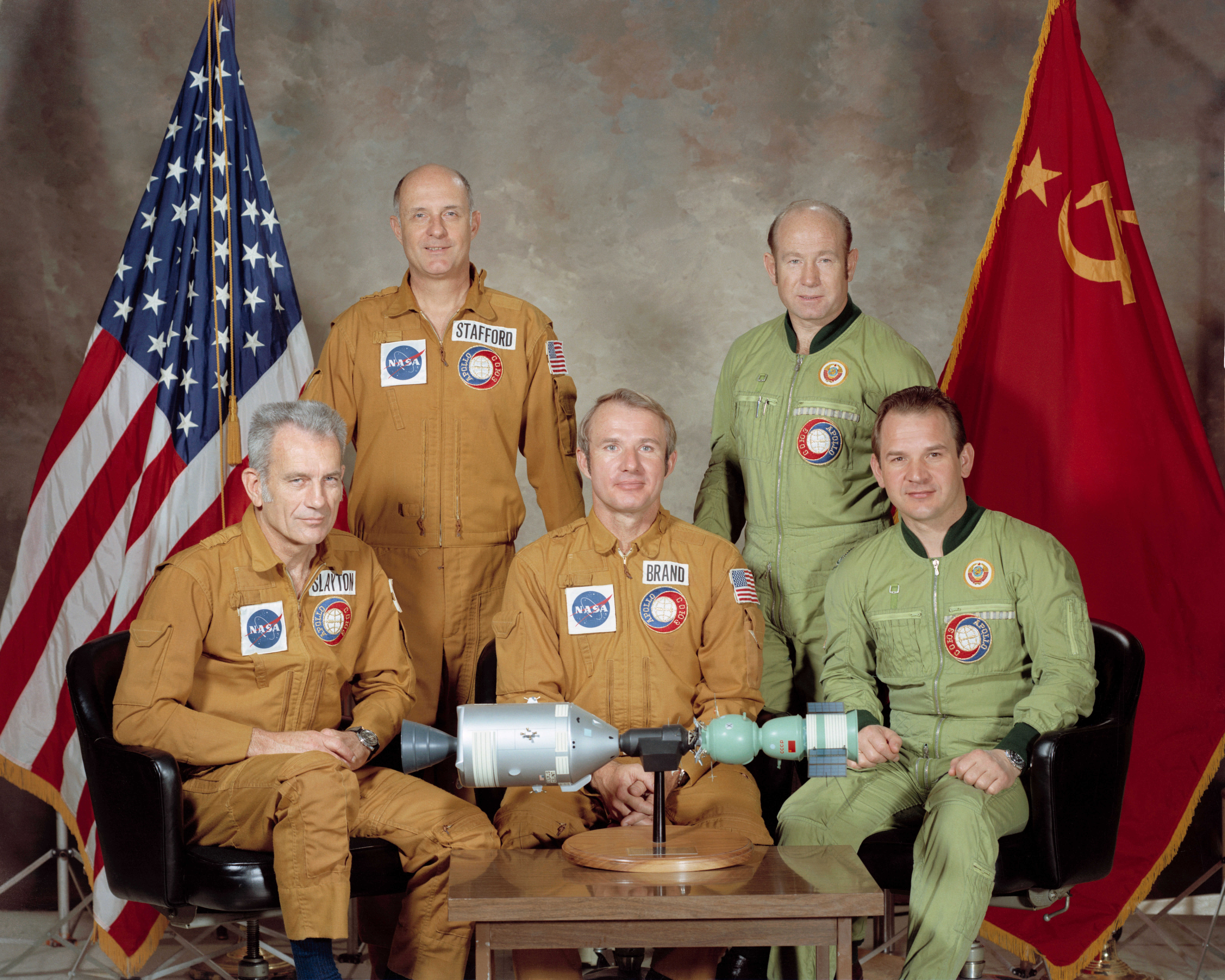
A Szojuz–Apollo -program űrhajósai. Balról jobbra: Slayton, Stafford, Brand, Leonov, Kubaszov

### Az amerikai legénység
Elsődleges személyzet
A NASA 1973. január 30-án jelentette be nyilvánosan, hogy kik alkotják a leendő amerikai legénységet (és kik a tartalékaik). Ezek szerint a NASA a következő legénységet választotta:
| Beosztás                 | Űrhajós                    | Űrhajós                    |
| ------------------------ | -------------------------- | -------------------------- |
| Parancsnok               | Tom Stafford (4) űrrepülés | Tom Stafford (4) űrrepülés |
| Parancsnokiegység-pilóta | Vance Brand (4) űrrepülés  | Vance Brand (4) űrrepülés  |
| Dokkolómodul pilóta      | Deke Slayton (1) űrrepülés | Deke Slayton (1) űrrepülés |

(2) Zárójelben a sikeres űrrepülések száma személyenként, beleértve ezt a missziót is.
Az amerikai tartalékok pedig a következők lettek:
Tartalék személyzet
| Beosztás                 | Űrhajós     | Űrhajós     |
| ------------------------ | ----------- | ----------- |
| Parancsnok               | Al Bean     | Al Bean     |
| Parancsnokiegység-pilóta | Ron Evans   | Ron Evans   |
| Dokkoló modul pilóta     | Jack Lousma | Jack Lousma |

Az amerikai személyzet összetételében a legnagyobb érdekességet a dokkolómodul pilóta személye, Deke Slayton jelentette. Slayton még az USA első űrhajósválogatásán, az Eredeti Hetek tagjaként 1959-ben került a NASA űrhajósai kötelékébe, hogy a Mercury űrhajókkal hajtsa végre az akkori úttörő repülések egyikét. Ám mielőtt megkapta volna az első tényleges repülési megbízatását – annak ellenére, hogy a Mercury űrhajósok beválogatásánál éppen az volt a fő szempont, hogy a tökéletesnél is tökéletesebb egészségi állapotban legyenek – a repülőorvosok egy szívrendellenességet állapítottak meg nála, amelynek nyomán mindenféle repülőeszközről (űrhajóról és repülőgépről egyaránt) letiltották. A formálódó NASA pedig az így feleslegessé vált Slaytont tette meg személyzeti igazgatójává, aki az összes repülő személyzetért volt felelős. Így telt el vele 13 év – miközben lefutott a komplett Gemini- és Apollo-program –, amikor is Slayton hírt kapott arról, hogy egy kockázatos orvosi beavatkozással az orvostudomány gyógyírt talált a betegségére. Azonnal alávetette magát a műtétnek és így elhárul az egészségügyi akadály az elől, hogy repülhessen. Amint ezt az orvosi leletek is igazolták, azonnal lemondott a személyzeti igazgatói posztjáról és visszakérte magát beosztott űrhajósnak. Korábbi helyettese, a helyére lépő Al Shepard pedig őt jelölte a soron következő első repülés egyik pozíciójába. Ezzel 48 évével Slayton lett hosszú időre a legidősebb űrhajós, akit repülésre jelöltek, majd feljutott az űrbe, egészen John Glenn 1998-as repüléséig.
Tom Stafford is hasonló vargabetűvel került be a legénységbe. Stafford a Gemini űrhajósok kiválasztásakor, a NASA második űrhajósválogatási fordulójában (az ún. Új Kilencek tagjaként) vált űrhajóssá és repült két Gemini repülésen, majd az Apollo–10-zel megkerülte a Holdat. Stafford A Gemini III-hoz Al Shepard kijelölt partnere volt az űrhajótípus első ember vezette repülésén, ám Shepardot is egy repülést kizáró (szédüléssel és hányással járó) fülbetegség érintette, így visszahívták őket a kijelölt legénységi státuszból. Shepardot, Slaytonhoz hasonlóan a repülőorvos letiltotta a repülésről, majd a NASA kinevezte őt Slayton helyettesévé, így ketten együtt nevezték ki az összes Holdra küldött Apollo legénységet. Stafford és Shepard örök barátok lettek viszont. Stafford a Gemini-programban és az Apollo-programban tapasztalt, vezető űrhajóssá vált. Amikor megtörtént a Holdat kerülő Apollo–10 repülés, akkor javasolta Shepardnak azt az orvosi beavatkozást, amiről frissiben hallott és megoldás lehet Shepard bajára. Shepard is alávetette magát a műtétnek és ő is visszakerülhetett a repülésre alkalmas státuszba. És ő is azonnal visszakérte magát beosztott űrhajósnak, hogy a Holdra repülhessen, lemondva személyzeti igazgatói posztjáról. Helyét Tom Stafford vette át. Mikor megtörtént Shepard holdra szállása az Apollo–14-gyel, szinte azonnal ismét visszahelyezték helyettes igazgatói pozíciójába és vissza leváltotta Staffordot. Közben azonban a teljes Apollo-program lefutott, Stafford nem tudott a holdfelszínre is eljutni. Viszont ahogy Slayton, úgy Stafford esetében is a következő repülés személyzetébe kerülésnek a közös pontja Shepard volt, aki két közvetlen kollégájának így adhatta vissza a kölcsönt azért, hogy ő pár évvel korábban – egyébként minden korábbi jelölési szisztémát felrúgva – eljuthatott a Holdra.

### A szovjet legénység
Elsődleges személyzet
| Beosztás         | Űrhajós                        | Űrhajós                        |
| ---------------- | ------------------------------ | ------------------------------ |
| Parancsnok       | Alekszej Leonov (2) űrrepülés  | Alekszej Leonov (2) űrrepülés  |
| Fedélzeti mérnök | Valerij Kubaszov (3) űrrepülés | Valerij Kubaszov (3) űrrepülés |

Tartalék személyzet
| Beosztás         | Űrhajós                | Űrhajós                |
| ---------------- | ---------------------- | ---------------------- |
| Parancsnok       | Anatolij Filipcsenko   | Anatolij Filipcsenko   |
| Fedélzeti mérnök | Nyikolaj Rukavisnyikov | Nyikolaj Rukavisnyikov |

A szovjet legénység története a tragikus sorsú Szojuz–11-ig nyúlik vissza. A Szojuz–11 volt az az űrhajó, amely három utasával repült a Szaljut–1 űrállomás beüzemelésére és birtokba vételére, hogy egy 28 napos repülésen a világ első űrállomásának bemutatkozása tökéletesen sikerüljön. Ám dolguk végeztével a hazaúton a három űrhajóst, Georgij Dobrovolszkijt, Vlagyiszlav Volkovot és Viktor Pacajevet baleset érte és egy szelep téves kinyílása miatt meghaltak. Az esetet kivizsgáló bizottság arra a következtetésre jutott, hogy a balesetet a legkönnyebben úgy előzhették volna meg, ha a leszálláskor az űrhajósok szkafanderben vannak (a Szojuz három személyes kialakításának egyik alaptétele volt az az dizájnötlet, hogy az űrhajósok csak egyszerű kezeslábasban repüljenek). Azonban a nagyméretű, sok helyet foglaló űrruhák annyi helyet vettek el a kabinból, hogy a Szojuz csak kétszemélyes tudott lenni. A döntéshozók meg is hozták a döntést, hogy a Szojuzban űrruhát kell viselni fel- és leszálláskor, ezzel minden feladat, amit korábban a Szojuzra terveztek, háromszemélyesből kényszerűen kétszemélyessé vált. Az egyik legfontosabb ilyen feladat az éppen bevezetés alatt álló Szaljut űrállomások üzemeltetése volt, amelyet szintén háromfősre terveztek. A probléma megoldására született ötlet az volt, hogy a soron következő Szaljuthoz kell találni két olyan „szuper űrhajóst”, akik ketten képesek lehetnek 3 főre szabott munkamennyiséggel megbirkózni. Az állomány alapos vizsgálatát követően ezt a két különleges képességű űrhajóst Alekszej Leonovban és Valerij Kubászovban találták meg.
Aztán később – bár a következő repülésre a Leonov-Kubászov párost kijelölték – a Szaljut-1 kifutott a hasznos üzemidejéből, a Szaljut-2 pedig kudarcot vallott (egy példánya a rakéta hibája miatt pályára sem tudott állni, még a nevet és a sorszámot, sőt a Koszmosz-sorszámot sem kapta meg, a másik pályára állt példánya pedig két nap után tönkrement), majd ezt követően a Szaljut–3 ugyanígy. És az idő haladtával a szuper űrhajósok hiába várták, hogy egy űrállomáshoz repüljenek. És ekkor merült fel a közös szovjet-amerikai repülés ötlete és a döntéshozók ezt a repülést presztízsszempontból tartották olyan magasra, hogy a másra tartogatott, különleges űrhajóspárost jelöljék legénységnek. Leonov és Kubászov így kapta meg az ASTP szovjet űrhajójának két ülését.
A szovjet űrhajósok kilétének bejelentése 1973. május 24-én történt meg a Párizs melletti Le Bourget-ban, ahol az évente esedékes Nemzetközi Légi- és Űrszalont tartották éppen.

### A legénységek felkészülése
A két legénységnek egy sor közös tevékenysége volt, ezért nagyon fontos volt számukra, hogy hatékonyan tudjanak együtt dolgozni. Ennek a legnagyobb gátló tényezője a nyelvi korlát volt. A két fél nem állapodott meg közös munkanyelvben, helyette a két legénység az első találkozásukon abban egyeztek meg, hogy az amerikai legénység megtanul oroszul, a szovjet pedig angolul és fenn az űrben az amerikaiak majd oroszul, a szovjetek pedig angolul beszélnek, ki-ki a másik nyelvén. Deke Slayton még kezdet kezdetén adott egy becslést arra, hogy mennyi tanulás lesz szükséges a kielégítő kommunikációhoz és a fejenkénti 300 órát jelölte meg, mint elegendő. Később a NASA nyilvántartásaiból kiolvasható volt, hogy ettől lényegesen több oktatás kellett a megfelelő nyelvtudáshoz az amerikai űrhajósoknak.
Kezdetben mindkét oldal formális, tantermi foglalkozásokon tanulta a nyelvet, ám amikor 1973-ban az amerikai űrhajósok Csillagvárosba voltak hivatalosak az első hivatalos közös gyakorlásukra, akkor kellett rádöbbenniük, hogy még milyen messze állnak attól, hogy „beszélgetni” tudjanak. Aztán ezt követően a szovjetek módszert váltottak, az amerikaiak pedig kissé elhanyagolták a tanulást, amelyre a következő találkozásnál derült fény, amikor a szovjetek immár sokkal jobban tudtak angolul, mint az amerikaiak oroszul. Az amerikaiak rá is kérdeztek a miértre, amiből kiderült, hogy a két szovjet űrhajós mellé egy-egy személyi oktatót rendeltek, aki a nap 6-8 órájában tréningezte őket. Stafford azonnal hívta a Külügyminisztérium Idegen Nyelvi Szolgálatát, hogy rendeljenek melléjük személyi oktatókat. A módszer az amerikai oldalon is sikeres volt. A tudásuk tesztjét tréfásan úgy ejtették meg, hogy amikor a következő szovjetekkel közös sajtótájékoztatón a UPI hírügynökség tudósítója Staffordot kérdezte, az amerikai parancsnok oroszul, míg ha Leonovot kérdezték, ő angolul válaszolt a feltett kérdésekre.
A két utolsó közös gyakorlás 1975 februárjában az USA-ban (előbb Washington D.C.-ben, utána Cape Canaveralen), majd áprilisban Moszkvában és Csillagvárosban zajlott le a két legénység között. A kapcsolatra jellemző, hogy a két fél között mély, igaz barátságok köttettek, olyanok amelyek később is kiállták az idő próbáját (később pl. Leonov let Stafford fiának a keresztapja, vagy Stafford mondta a halotti beszédet Leonov temetésén).

## Repülés

### Startok

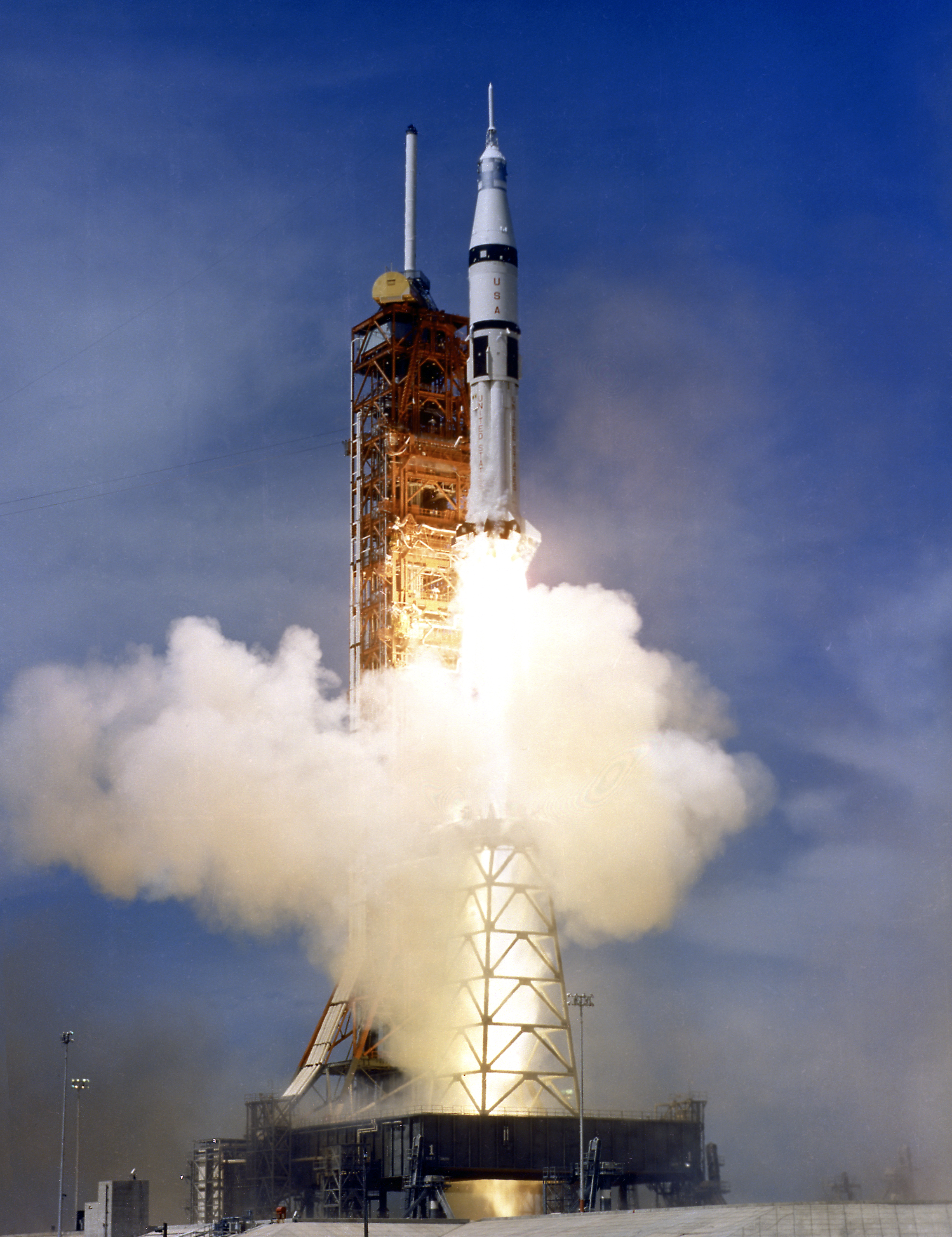
Az Apollo űrhajó startja a „fejőszékről”

A megállapodás szerint a Szojuz-19 startolt először a Bajkonuri űrrepülőtérről 1975. július 15-én, helyi idő szerint 17:20-kor (12:20 UTC). A Szovjetunió első olyan űrrepülése volt, amely a teljes nyilvánosság előtt zajlott és nem a TASZSZ jelentette be egy órával a sikeres pályára állás után, hanem élő egyenesben közvetítették az indítást, hogy az egész világ, de kitüntetetten az USA tévénézői láthassák azt. Az űrhajó pályára állt és a következő fázis legfontosabb teendője az volt, hogy radarokkal és a rádió követőállomások által fogott adatokkal visszaigazolják, hogy a Szojuz–19 pontosan milyen pályára állt. Erre a megállapodások szerint 6 órájuk volt, de az első keringés végén megvoltak a megnyugtató adatok: a szovjet űrhajó 2-3 kilométeres hibahatáron belül repül a tervezett pályához képest. Következhetett az amerikai űrhajó.
Az amerikai legénységet csak kb. egy órával a szovjetek startját követően ébresztették fel és kezdődött meg az Apollo űrhajó felbocsátási procedúrája – egész pontosan az már több mint egy napja zajlott rendszertesztekkel, a rakéta feltöltésével, de a startfolyamat érdemi része, a célegyenes az űrhajósok beszállításával veszi kezdetét –. A legénység még orosz nyelven tréfálkozott a Cape Canaveral-i irányítással, majd sor került az Apollo űrhajó startjára is. 1975. július 15-én 14:50-kor (19:50 UTC), 7 és fél órával Leonovék startja után kelt útra az amerikai űrhajó is. (A NASA és az amerikai sajtó Apollo–18-ként hivatkozott az űrhajóra, amelyet azonban a világsajtó nem vett át és pusztán Apollóként említik. Emellett az amerikai hivatkozás nem keverendő a holdprogram időközben törölt Apollo–18 repülésével.) Előbb Deke Slayton kapott rövid főszerepet, aki az irányítással beszélgetett el kedélyesen arról milyen érzés annyi év várakozás után eljutni az űrbe, majd a Dokkolómodulé lett a főszerep. A rakéta S-IVB fokozatába ágyazott űreszközt kellett az űrhajóval kihúzni tárolórekeszéből, majd aktiválni. A felszállás utáni teendőket az zárta, hogy az űrhajósok eltréfálkoztak az irányítással azon, hogy az űrhajóba még Cape-en beszökött egy „vagány” floridai szúnyog.

### Közös repülés

#### Első nap
A két űrhajó két napig repült önállóan, addig azonban mindkét űrhajóban volt meghibásodás, amit el kellett hárítani. Az Apollo űrhajóban, amikor meg akarták nyitni az átjárót a DM felé, a dokkolószerkezet belülről való szétszereléséhez szolgáló szerszámot nem lehetett a megfelelő nyílásba illeszteni. Mivel már jó ideje ébren voltak az űrhajósok, inkább aludni küldték az űrhajósokat (bár a szerkezet maradt félig szétszerelve, mert vissza sem lehetett illeszteni a művelet indításaként leszerelt külső ajtót). Másnap reggel az irányítás segítségével a korábbinál is gondosabban láttak hozzá a 11 lépéses szétszerelésnek, amelynek során megtalálták a vésznyitáshoz szükséges robbanópatron takaróját, ami félrecsúszott és nem engedte a szerszámot a helyére. A takarót megigazítva sikerült az átjárót kinyitni és átszállni a DM-ba. A szovjet űrhajó sem maradt hiba nélkül. Leonovék a Szaljut–4-gyel való kommunikációt követően vették észre, hogy a fekete-fehér televíziókamerával problémák támadtak, az nem működik. A két űrhajós nekilátott helyrehozni a hibát, amit úgy láttak a legjobbnak orvosolni, ha elvágnak néhány vezetéket. A javítás után azonban a kamera soha többé nem volt hajlandó működni. Az amerikaiak meglehetősen dühösek lettek, mivel ez a kamera volt egyedül alkalmas arra, hogy kifelé, az űr felé készítsen felvételeket és a közeledő Apollo űrhajót megörökítse. PR szempontból ez katasztrofális hiba volt az amerikaiak számára.
A két űrhajó keringési paraméterei úgy lettek beállítva, hogy a pályák automatikusan közeledjenek egymáshoz, így energiamentesen – a hajtóműveik használata nélkül – közelítsék meg egymást. Az a pillanat, amikor a pályák olyan közelre kerültek, hogy már megpillanthatták egymást, a harmadik nap reggelén jött el (a reggelt a greenwichi idő szerint kell érteni). Ekkor Vance Brand jelentette, hogy egy kis fénypöttyként látja a Szojuzt. Ekkor vette kezdetét az űrrandevú aktív szakasza, amikor már a hajtóművek segítségével korrigálták a pályákat úgy, hogy azok teljesen egymáshoz illeszkedjenek. A megközelítés során az Apollo űrhajó volt az aktív fél, a Szojuz pedig a passzív. Az ún. orbitális paradoxonnak köszönhetően apró, szövevényes manőverekkel a két űrhajó egymás mellé navigált, majd Stafford jelentette: Érintkezés. Szép munka, Tom. Jó kis műsor volt. Most már alig várjuk, hogy kezet rázzunk veletek…ideát a Szojuzban – jött a válasz Leonov parancsnoktól. A két űrhajó összekapcsolódott.
Az összekapcsolódás utáni művelet az átjáró kinyitása volt a légkiegyenlítést követően. Ehhez a DM felé Stafford kinyitotta a belső ajtót, ám a szerkezetből büdös, égett ragasztószag áradt. Emiatt lelassult a művelet, várni kellett. A tervek szerint ekkor már nyitva kellett volna lenni a másik, a Szojuzba vezető ajtónak, és az űrhajósoknak találkoznia kellett volna, és a terv szerint és ekkor kellett volna felolvasni Leonyid Brezsnyev üzenetét, ám így ajtónyitás nélkül olvasta be a szovjet televízió bemondója az SZKP főtitkárának jókívánságait. Aztán 1975. július 17-én, 14:17:26 (UTC) nyitották ki az űrhajósok a Szojuz ajtaját. Az összekapcsolt űrszerelvény éppen Franciaország, Metz városa felett repült. A két parancsnok egy szimbolikus, történelmi kézfogással üdvözölte egymást. A Szojuzban pedig egy felirat – Welcome aboard Soyuz! – üdvözölte az átszálló Staffordot és Slaytont. Az átszállás és a kézfogás után azonnal Gerald Ford amerikai elnök jelentkezett be telefonon a Fehér Ház Ovális Irodájából, hogy ő is tolmácsolhassa jókívánságait.
A két legénység első ténykedése a magukkal vitt és egymásnak – vagy éppen a történelemnek és múzeumok féltett kincsének – szánt ajándék és emléktárgyak átadása volt. Ezek legjellegzetesebbike egy emléktábla volt, amelyet két külön félből kellett összeszerelni és természetesen az egyik felét a Szojuz, a másikat az Apollo vitte fel magával a világűrbe. Ezen kívül voltak még apró zászlók, sőt famagok is, amelyeket a Földre való visszatérés után elültettek. Érdemi tudományos tevékenységet nem, inkább az első nemzetközi repülés PR-jával kapcsolatos tevékenységet végeztek az űrhajósok. Kicsit később megebédeltek, egymás űrételeit elfogyasztva. Az első átszállás kb. 3 óráig tartott, amikor az amerikaiak visszaszálltak az Apollo-ba.

#### Második nap
A második napon dupla átszállás történt. Előbb Brand szállt át Kubászovhoz a Szojuzba, majd Leonov az Apolloba Staffordékhoz. Előbb a szovjet űrhajóban élő tévéadásban készítettek reggelit, majd bemutatták a Szojuz űrhajót a tévénézőknek „az Önök szovjet-amerikai űr tévéstúdiójából”. Ezt követően a másik űrhajó, Stafford parancsnok vette át a szót és orosz nyelven vezette végig a tévénézőket az Apollo űrhajó belsejében. Újabb csere következett, és amikor az összekapcsolt űrhajók éppen a Szovjetunió területe felett repült el, Kubászov angolul invitálta meg az amerikai tévénézőket és tartott idegenvezetést az alant elhaladó tájról és a hozzá kapcsolódó történelmi emlékekről (éppen  Volgográd, az egykori Sztálingrád felett repülve emlékezett meg a második világháború szovjet áldozatairól). A szót az Urál felett Leonov vette át és kalauzolta a nézőket egészen Kazahsztánig, ahonnan a Szojuz útnak indult korábban. Legvégül Brand fejezte be a nézőknek szánt narrációt.
A nyilvános tévéadást követően még mindig megmaradt az audiovizuális tevékenység, az űrhajósok ismeretterjesztő filmet forgattak. A NASA Marshall Űrközpontjának javaslatára tantermi, szemléltető oktatásnak szánt anyagot készítettek az űrhajósok, ezúttal a giroszkóp működéséről készítve filmet. A filmet Brand narrálta angolul, Kubászov pedig oroszul a majdani diákok számára. A programot ebéd zárta mindkét űrhajóban, majd váltották egymást a legénységek.
Ennek keretében Stafford és Leonov szállt át a Szojuzba, Kubászov (Brandtől kísértetve) az Apollo-ba. Az átszállások során az űrhajósok különös gondot fordítottak arra, hogy a Szojuz légkörének nitrogéntartalma ne változzon, mert ez volt az egyetlen, amelyen nem lehetett változtatni. A nap csúcspontja egy sajtótájékoztató volt, amelyet úgy tartottak meg, hogy Moszkvából és Houstonból egyaránt kérdezhették újságírók a legénységeket. Ennek keretében az űrhajósok mindenre kiterjedő – a nemzetközi együttműködés milyenségétől a másik fél űrételeinek ízéig – kérdéseket kaptak és válaszoltak meg.
A tévényilvánosság megszűntével földmegfigyelési feladatokat végeztek a legénységek. Ennek keretében az USA keleti partja felett repültek el és Tampánál, és Cape Cod közelében vörös dagályt – a mikroorganizmusok által megfestett tengervíz jelenségét – figyelhettek meg, vagy amikor Massachusetts felett repültek el, az amerikaiak megmutathatták, hogy 1926-ban, közel 50 évvel korábban innen indult útjára Robert Goddard első, folyékony hajtóanyagú rakétája, a Nell.
Aztán következett a nap utolsó legénységváltása. Ekkor Slayton, Brand és Kubászov került az Apolloba és a két parancsnok, Leonov és Stafford a Szojuzba. A két parancsnok összesen öt különböző tudományos kísérletet végzett el a nap utolsó szakaszában. A nap végül délután 16:00-kor végződött, ekkor csukódott be a DM ajtaja az űrhajósok mögött. Aznap Stafford 7 óra 10 percet, Brand 6 óra 30 percet, Slayton 1 óra 35 percet töltött a Szojuzban, míg Leonov 5 óra 43 percet, Kubászov pedig 4 óra 67 percet az Apolloban.

#### Harmadik nap
A közös nemzetközi repülés harmadik és egyben a kettős repülés ötödik napján már nem volt átszállás a két űrhajó utasai számára, csak együtt repültek tovább, még mindig közös kutatási programot végezve. A program kezdetén a két űrhajó elvált egymástól, majd az Apollo úgy manőverezett, hogy mesterséges napfogyatkozást hozzon létre a Szojuzon ülő szemlélők számára. Leonov és Kubászov pedig ezáltal a napkoronát tudta fotózni. Mindeközben a Földön is végeztek a napkorong kitakarásával korona megfigyeléseket, majd a két eredmény összevetésével a légkör okozta optikai hatásokra lehetett következtetni. Aztán az Apollo előbb 150, aztán 500 és végül 1000 méterre navigált a Szojuztól és lézerrel megvilágította a szovjet űrhajón elhelyezett lézertükröt.
A lézeres kísérletet követően az Apollo visszatért 50 méterre a Szojuzhoz és egy ideig így repültek kötelékben. Ezt követően ismét összekapcsolódtak – a manővert ezúttal Slayton végezte és optikai problémák miatt kissé keményebbre sikeredett – és még közel 3 órát repültek így, összekapcsolódva. Az újabb összekapcsolt repülést követte a végleges szétválás. Ennél a manővernél már a Szojuz volt az aktív fél és Leonov irányította azt. A két űrhajó egyre távolodott egymástól, de még mindig végeztek lézeres kísérleteket és folyamatosan folytak a mérések is. 1975. július 19-én 18:42 (UTC) volt, amikor az Apollo egy olyan pályakorrekciós hajtóműindítást végzett, amellyel végleg elszakította a saját pályáját a Szojuzétól és a két űrhajó immár teljesen függetlenül repült egymástól. Ezzel véget ért a repülés közös szakasza.

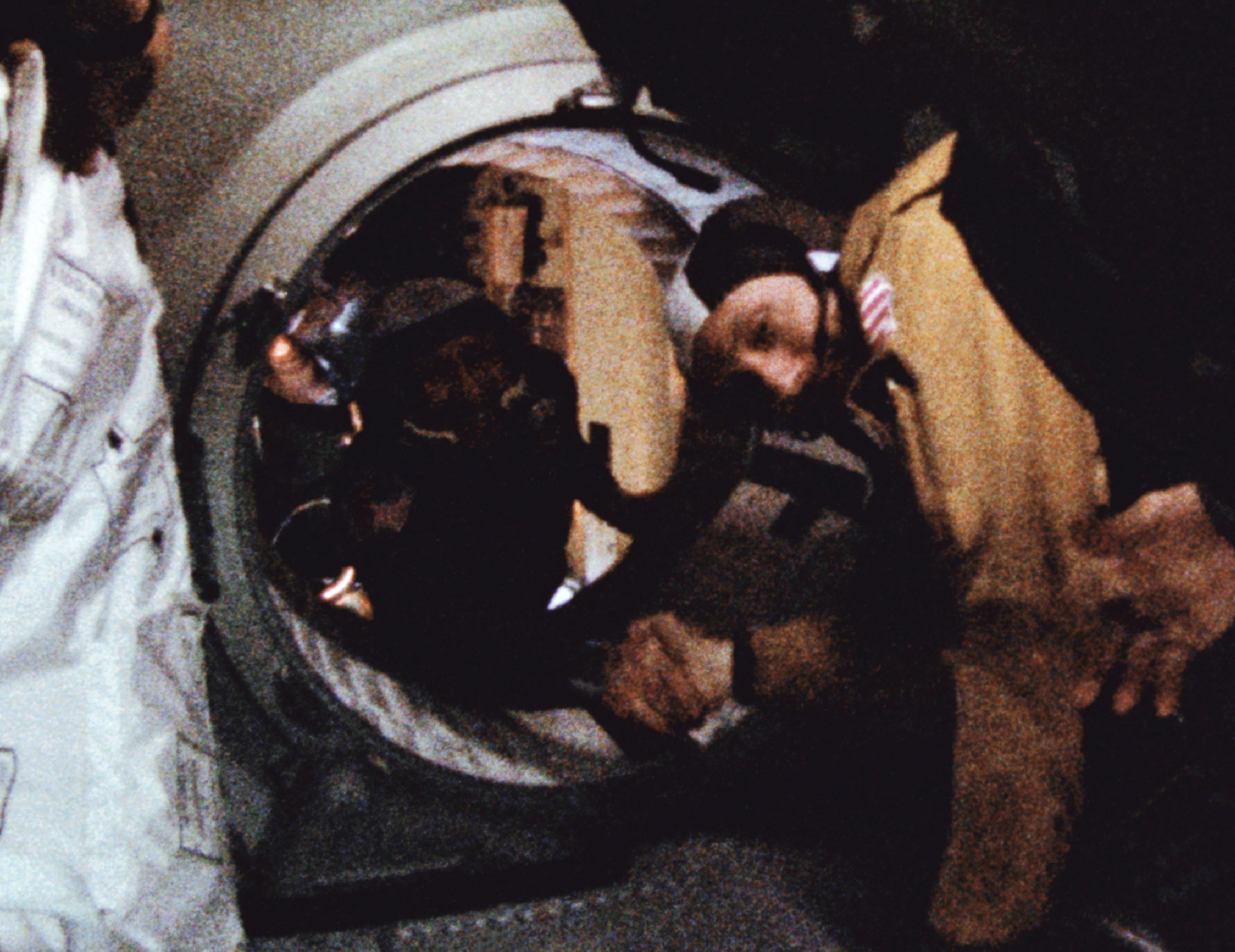
A történelmi kézfogás a világ első nemzetközi repülésén
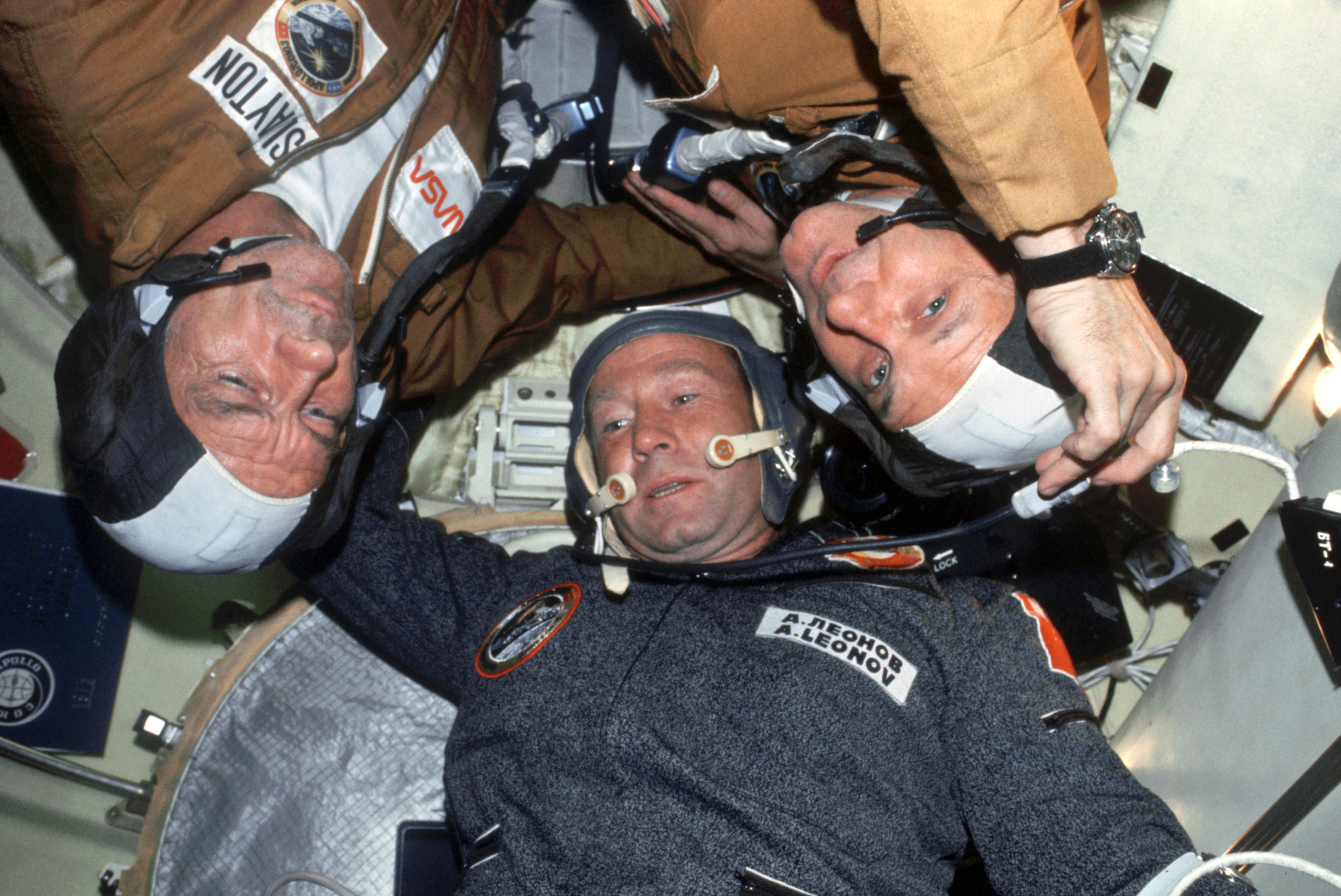
Stafford és Slayton (fejjel lefelé), Leonovval
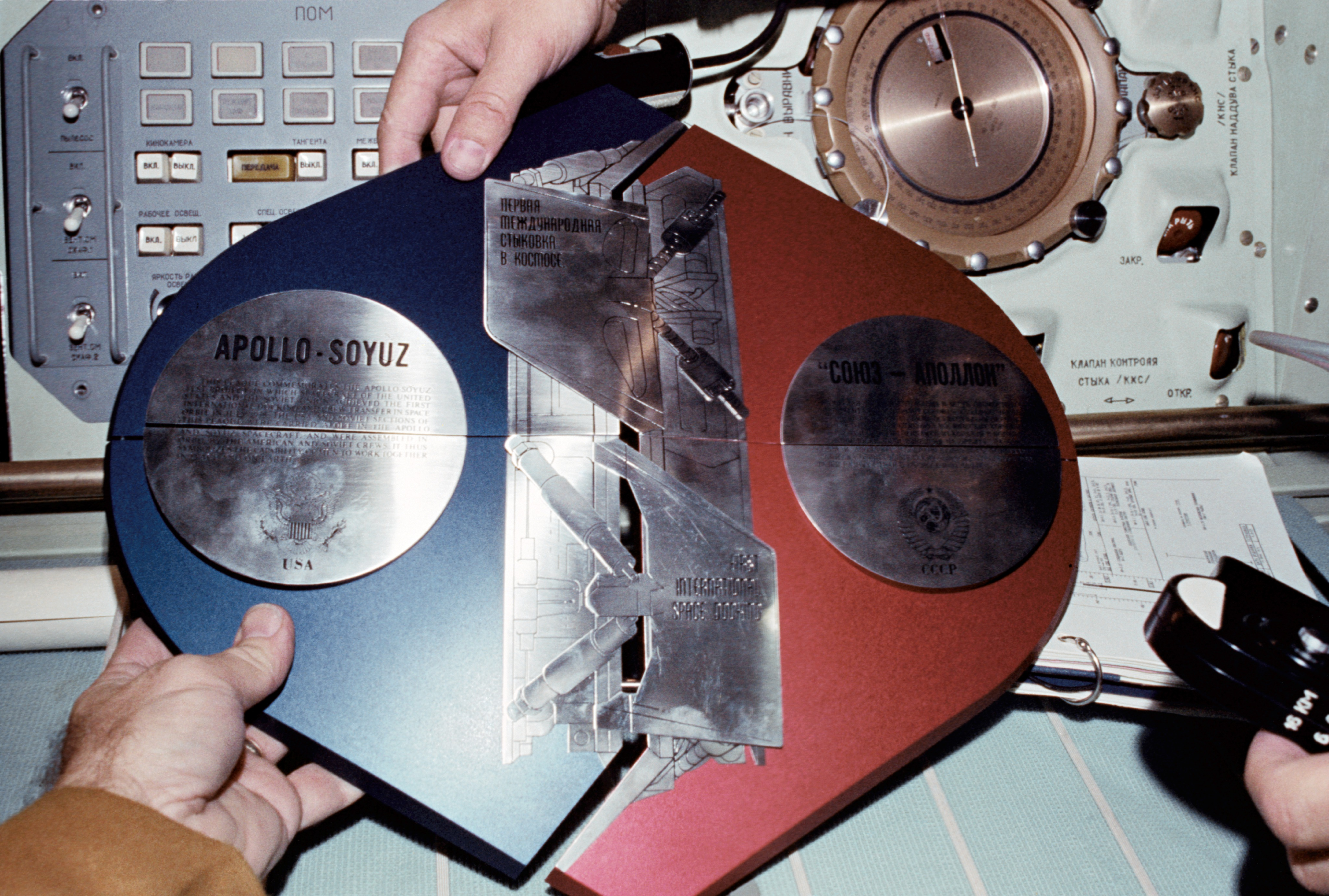
A két űrhajó által külön felvitt felekből, az űrben összeállított emlékplakett
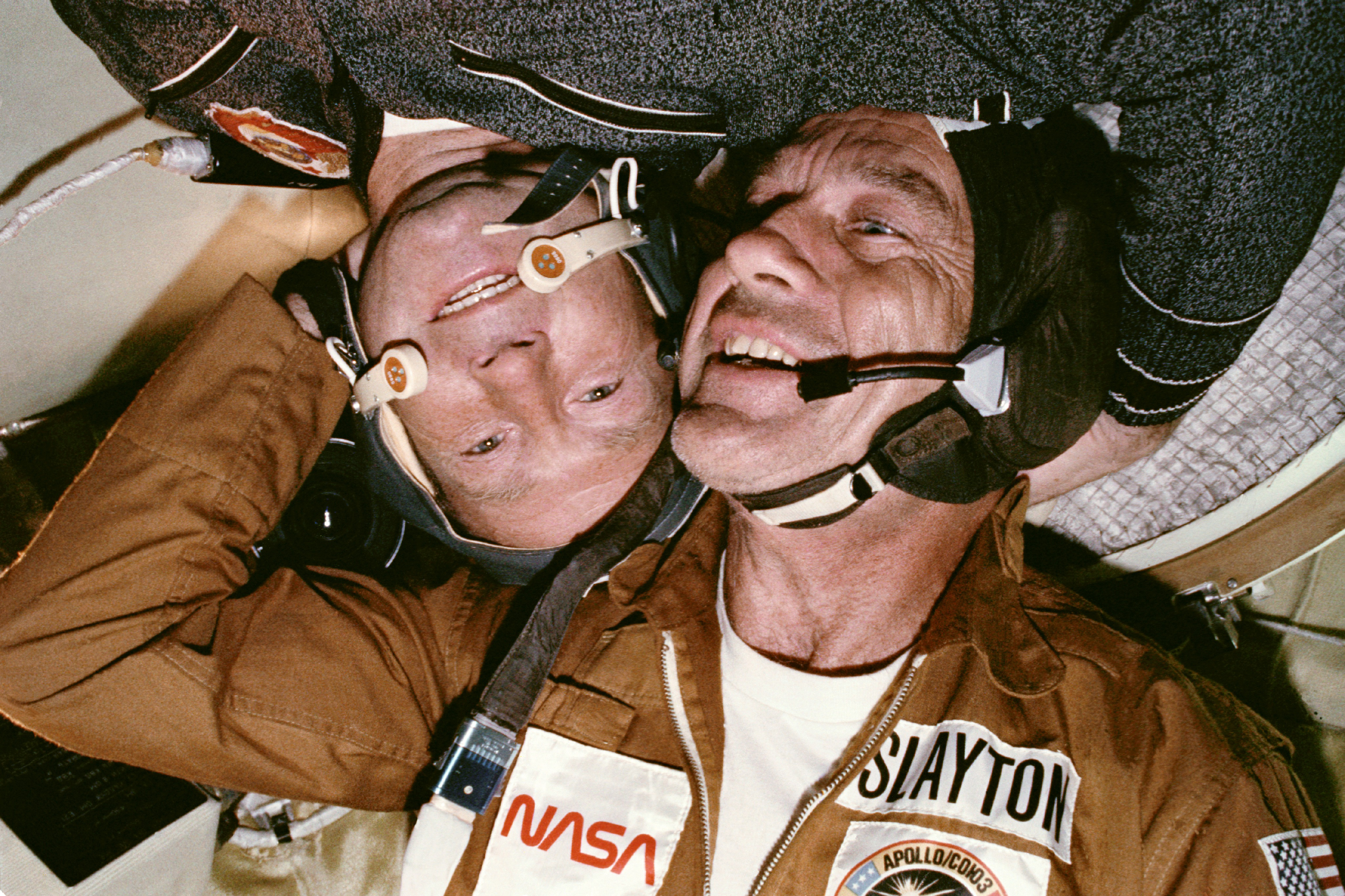
Slayton és Leonov a Szojuzban
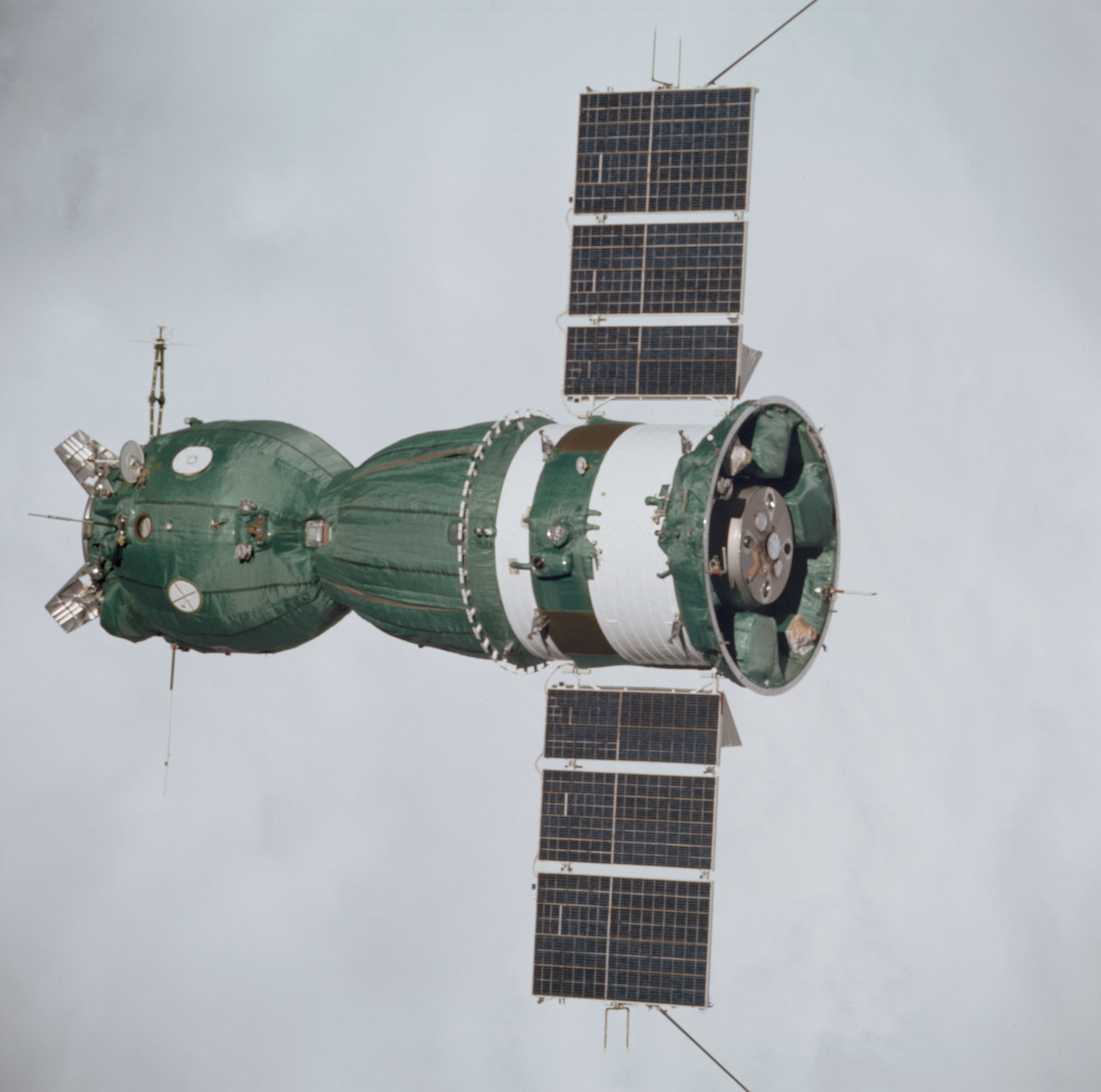
A Szojuz az Apollo-ból fényképezve, még a dokkolás előtt
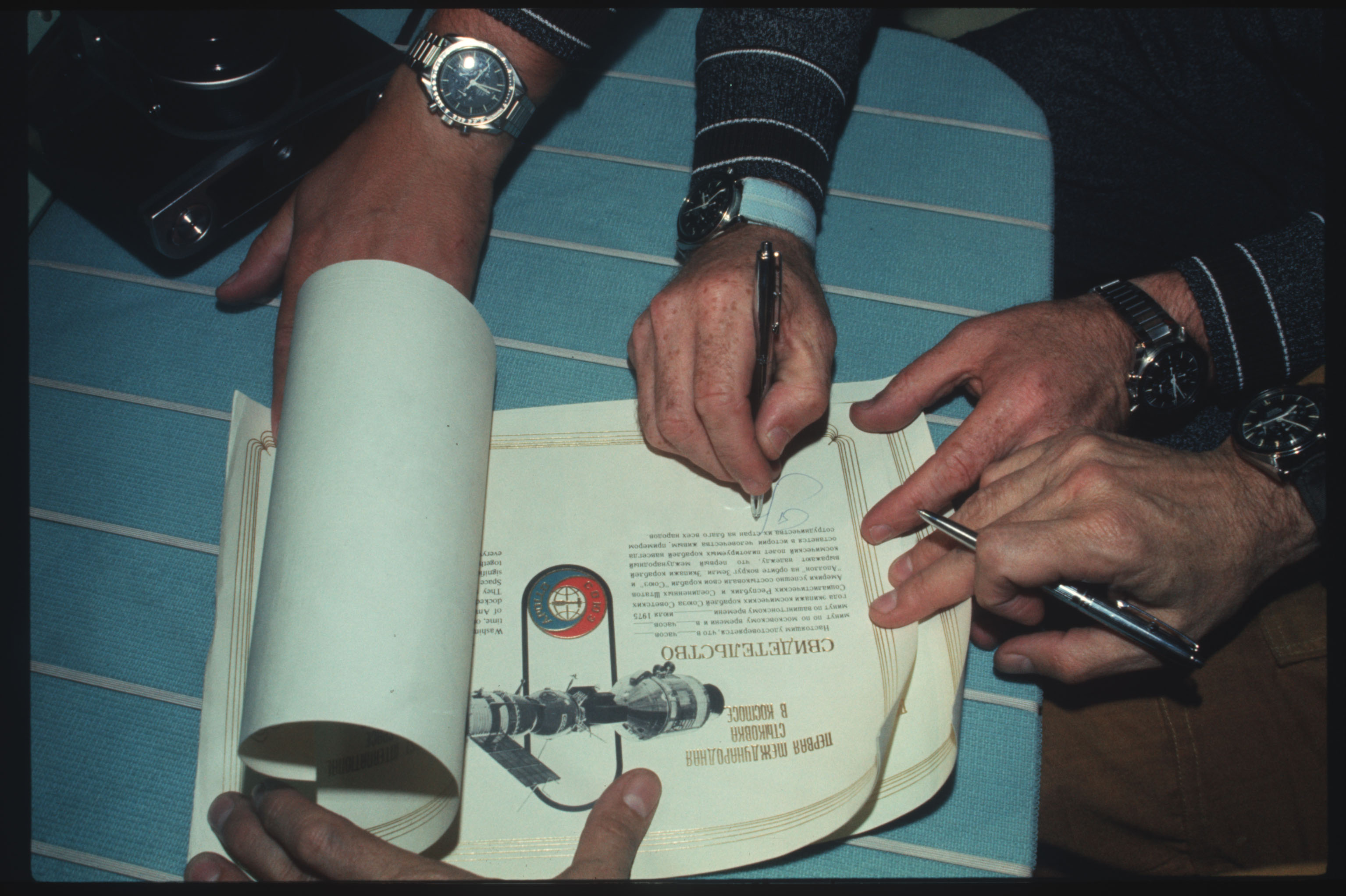
Az űrhajósok egy emléklapot írnak alá
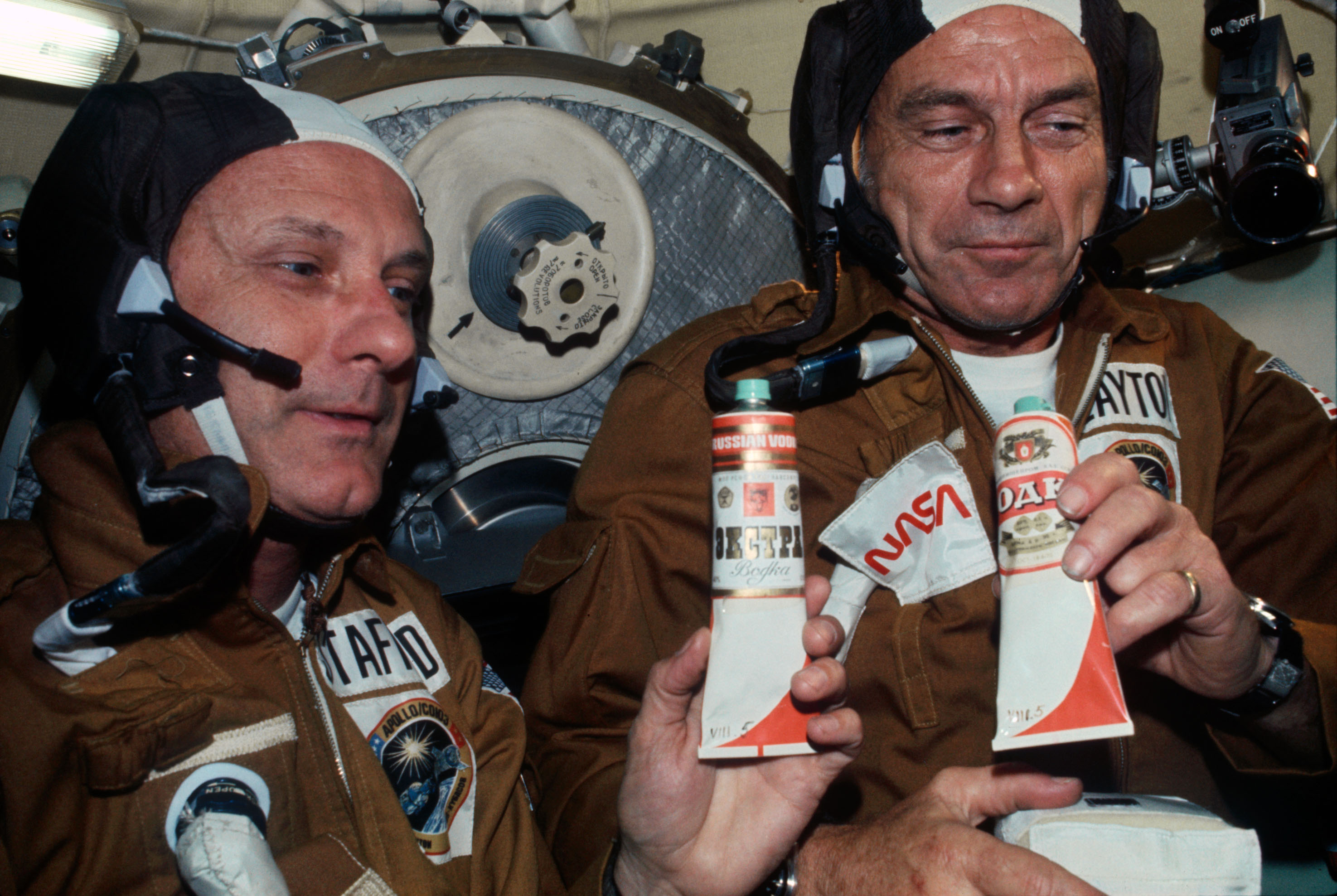
Slayton és Stafford az orosz űrételeket kóstolja (a tubusok felirata szerint vodka van bennük, valójában borscs leves)
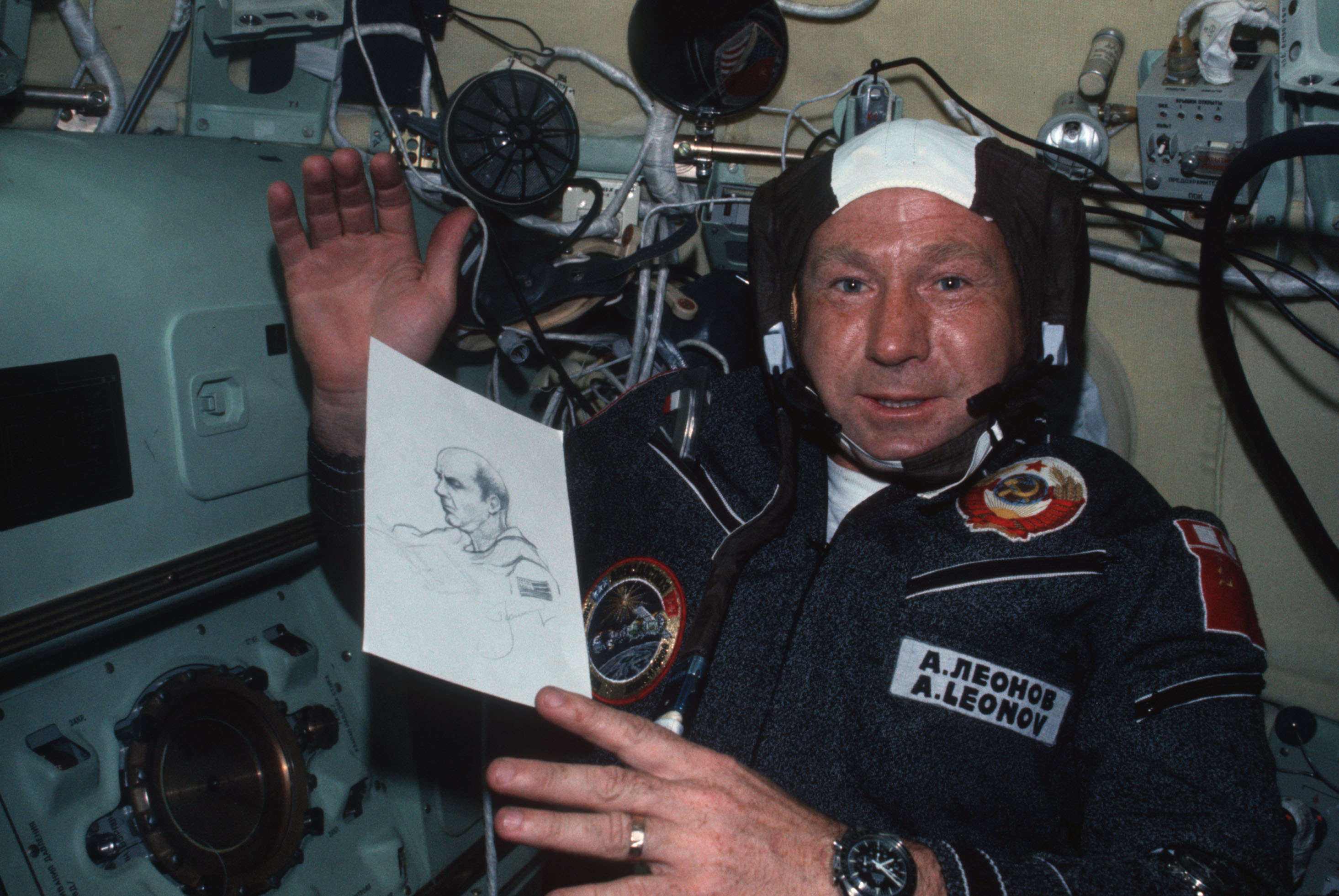
Alekszej Leonov az általa az űrben rajzolt Stafford-portréval
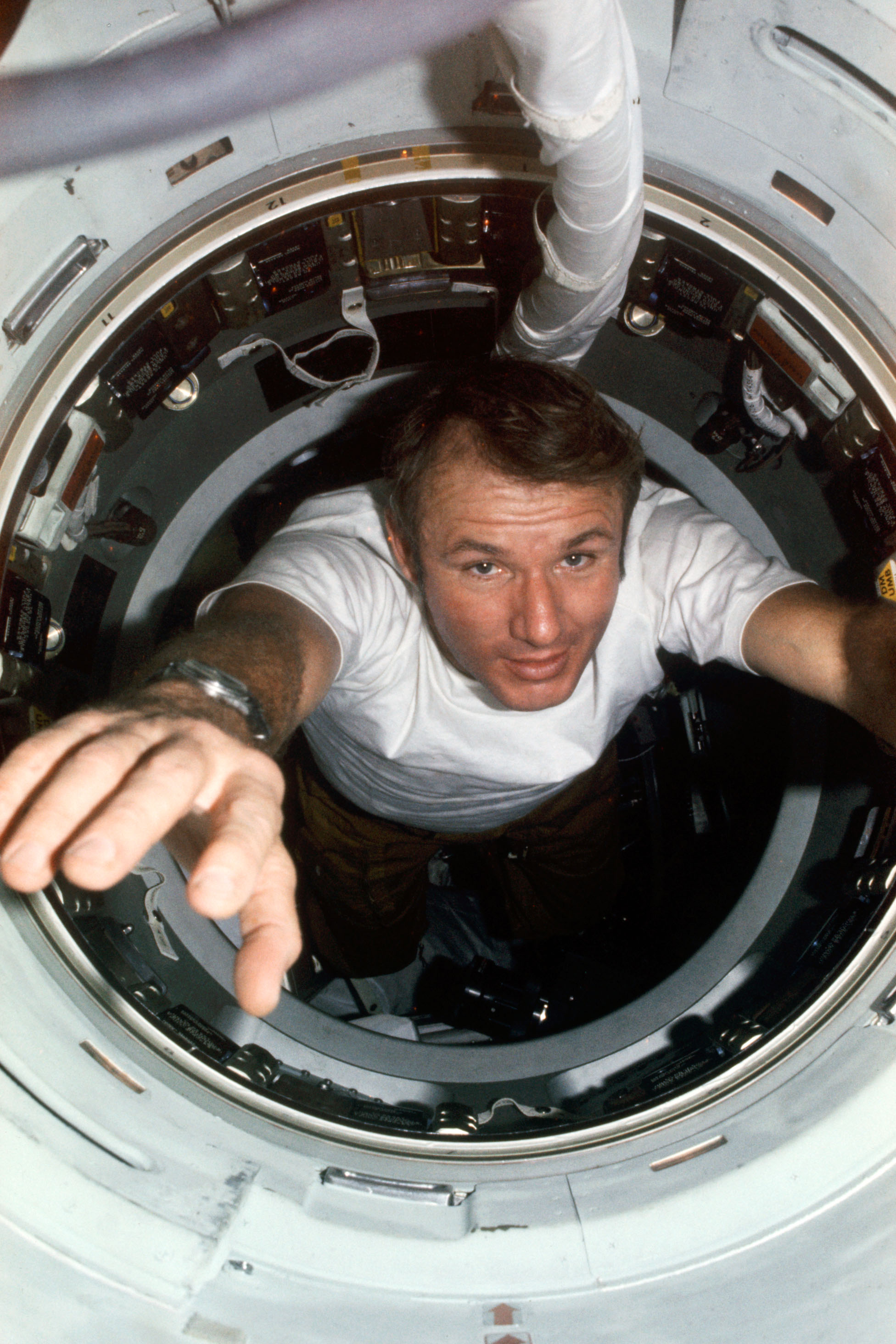
Brand átszállás közben
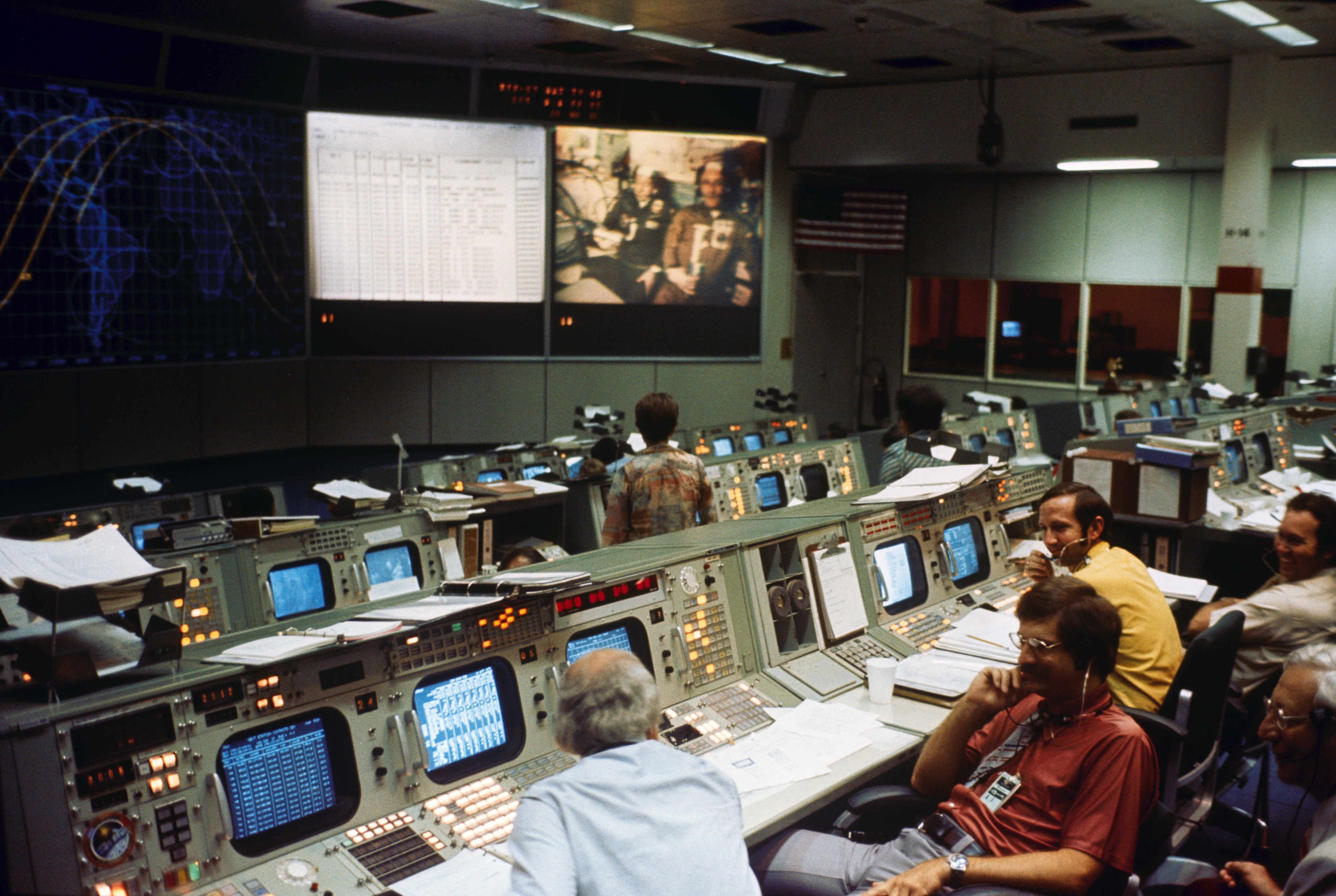
Az Apollo irányítóközpont Houstonban, a képernyőn Stafford és Leonov az Apolloban
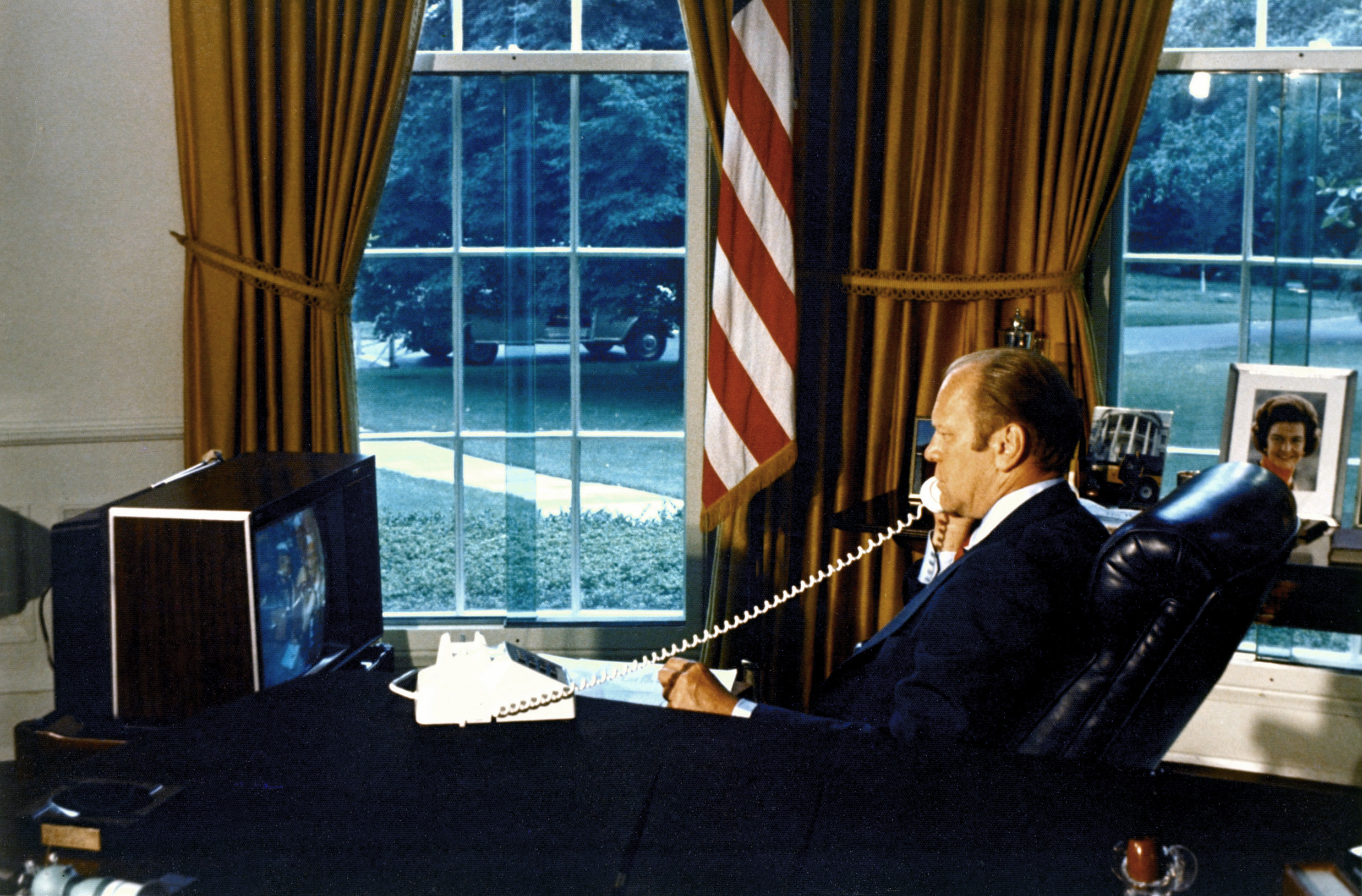
Gerald Ford elnök éppen a Szojuz-Apollo legénységével beszélget a Fehér Házból

### A Szojuz önálló repülése és leszállása
A két űrhajó szétválását követően a szovjet űrhajósoknak rövid, már csak egyetlen napnyi repülési programja volt hátra. Ennek nagy részét föld- és napmegfigyelésekkel töltötték. A leszállásra először annak tervezett időpontját kb. 24 órát megelőzően egy szimulációval készültek fel, majd egy utolsó tévéadást adtak a közvélemény számára.
A kísérleteket és szimulációkat követően aztán 1971. július 21-én Leonov és Kubászov megkezdték a leszállást. Ehhez az új szabályok szerint a két űrhajósnak be kellett öltöznie, hiszen a Szojuzzal immár tilos volt leszállni úgy, hogy az utasain nem volt űrruha. A szovjet szokásoktól eltérően az állami televízió élőben közvetítette a leszállást – elsősorban az amerikai nézők miatt, ahol szintén átvették az amerikai tévéadók az adást. A világ így először láthatta, ahogy hatalmas porfelhővel ér talajt a Szojuz űrhajó, ami egyébként a típus sajátossága volt. A leszállásra 1975- jőlius  Alig kellett három perc, amikor a tévénézők azt is láthatták, hogy Kubászov épen és egészségesen kászálódik ki az űrkabinból. A Szojuz sikeres leszállásának hírére a fenn tovább keringő Apollo parancsnoka, Tom Stafford külön kérte az irányítást, hogy adják át az amerikai legénység gratulációját és jókívánságait a szovjet legénységnek.

### Az Apollo önálló repülése és leszállása
Az Apollo űrhajónak a Szojuztól való szétválás után nem egy, hanem még ötnapos programot terveztek. Ezen idő alatt még összesen 23 kísérletet végeztek el, amelyek között volt ultraibolya fényképezés, kemencében végzett hevítés különböző anyagokkal, kristálynövesztés, vagy a hélium fénylésének megfigyelése. Az egyedül repülés második napján emlékeztek meg közösen az irányítással arról, hogy Neil Armstrong és Buzz Aldrin éppen hat évvel korábban szállt le a Hold felszínén, majd figyelemmel kísérték, ahogy Leonov és Kubászov leszáll. Ezek mellett egy nemzetközi sajtótájékoztató is szerepelt a programban, amelyben az űrkutatás jövőjéről kérdezték újságírók az űrhajósokat.
A harmadik napon előbb áthordtak minden hulladékot a DM-be, majd leválasztották az űreszközt és sorsára hagyták. A DM később a természetes fékeződés folytán csak jó egy hónap múltán, 1975 augusztusában süllyedt bele a légkörbe és égett el.
A feladatok elvégeztével a leszállásra csak 1975. július 24-én került sor. A leszállás rutinszerűen indult, azonban egy ponton óriási vészhelyzetté alakult át. Az ereszkedés addig a pontig ért, amikor az ejtőernyőnyitás kellett következzen. A parancsnok sorra olvasta a műveleti lépéseket, míg a parancsnoki pilóta a megfelelő kapcsolók átállításával végezte el a műveleteket, ám az egyik ilyen kapcsolóállítás nem, vagy nem idejében következett el. Ez a lépés az ejtőernyőház lerobbantása volt, amellyel a kihúzóernyőt is aktiválták. A késve elvégzett művelet miatt a kabin alacsonyabbra került, mint kellett volna, de ezen a magasságon már kinyitott a légkiegyenlítő szelep is, amely a külső és a belső légnyomást egyenlítette ki. A kisebb magasság miatt nagyobb légerők léptek fel a sűrűbb légkörben és az ejtőernyőnyitás alaposan megtáncoltatta az egész kabint, amelynek stabilan kellett ereszkednie. A stabilitást automatikusan működésbe lépő kormányfúvókák is biztosították, amely fúvókák éppen a kiegyenlítő szelep nyílása mellett kaptak helyet és rendkívül mérgező dinitrogén-tetroxiddal működtek. A fúvókák elégett gázai így akadály nélkül áramlottak be a kabinba.
A szelephez legközelebb ülő Brand azonnal elájult a gáztól, míg Stafford és Slayton 30 másodpercig lélegezte be a gázokat és súlyos köhögési roham kapta el őket. A parancsnok nagy lélekjelenlétről tanúbizonyságot téve elővette az oxigénmaszkokat, az elsőt Brandre adta, majd a másikat Slaytonnak adta, míg az utolsót maga vette fel. A leszállás hátralevő részében súlyos köhögési rohamok közepette, félájultan szálltak le és kis híján meghaltak az incidensben – hasonlóan a Szojuz-11 legénységéhez, aki szintén egy hibásan kinyitó légkiegyenlítő szelep miatt halt meg pár évvel korábban. Az űrhajó leszállt a Csendes-óceánon, de az űrhajósok nem voltak képesek önerőből kiszállni, a mentőcsapatoknak kellett kihúzni őket a kabinból és az a Hawaiin levő haditengerészeti kórházba kellett őket szállítani, ahol kéthetes gyógykezelés várt rájuk.

## Az esemény hatásai

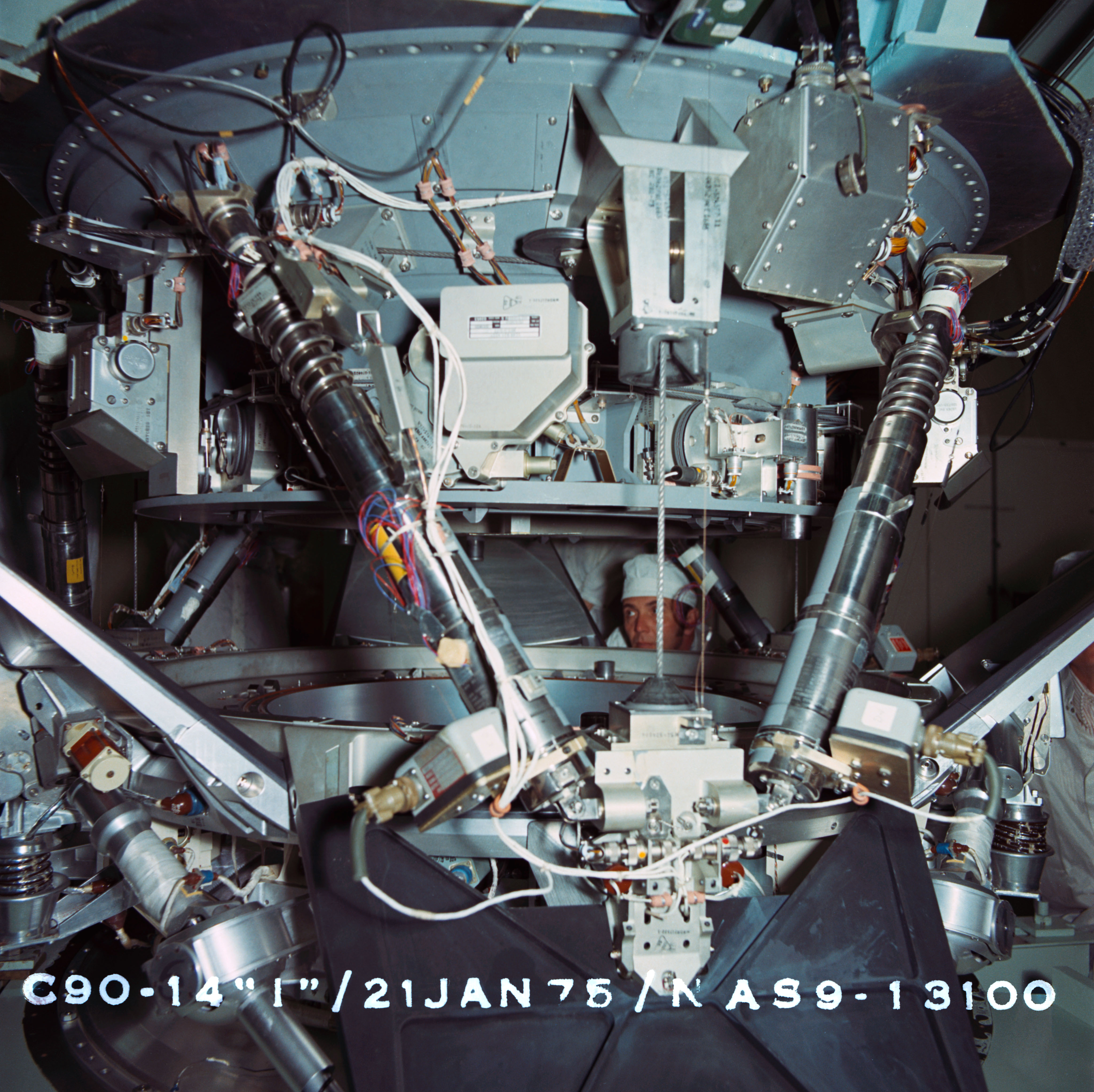
Az APAS–75

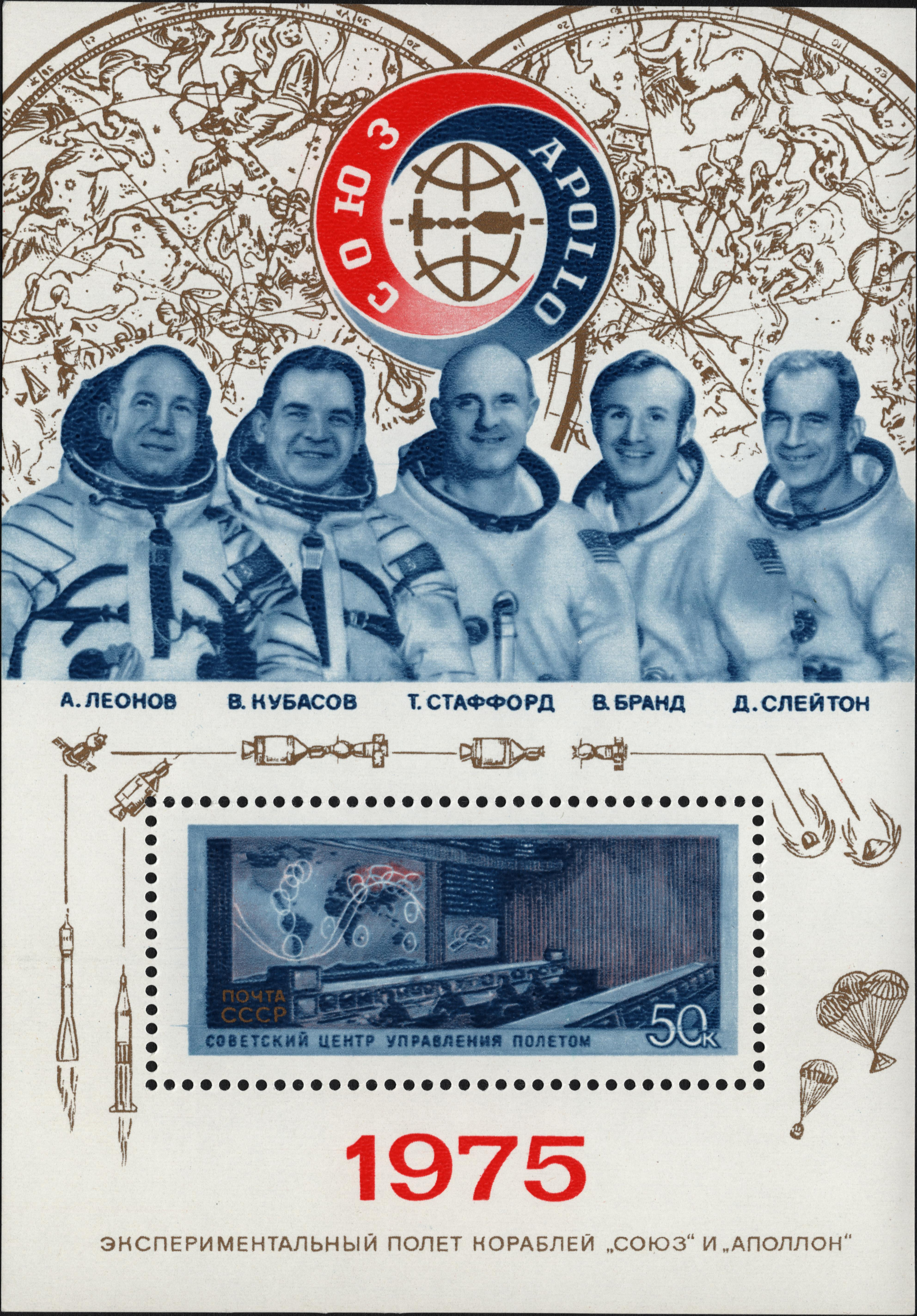
Szovjet bélyegblokk 1975-ből

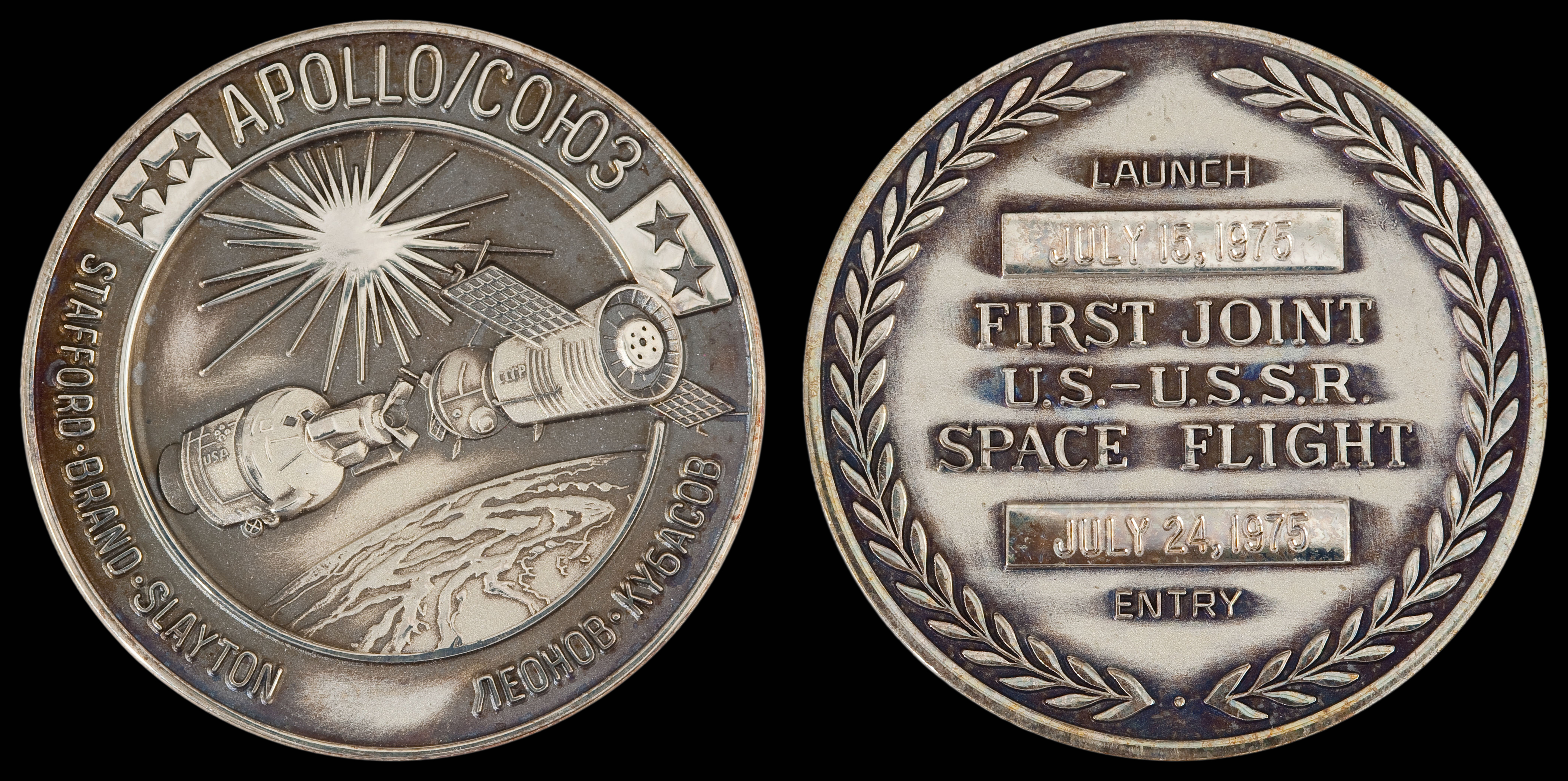
Amerikai emlékérem

Az összekapcsolt Apollo és Szojuz űrhajó életnagyságú makettje a Nemzeti Repülési és Űrmúzeumban Washington D.C.-ben

### Politikai
A Szojuz-Apollo az 1970-es évek közepi politikai enyhülés terméke volt, sokan az űrverseny lezárásának tekintik. A résztvevői is annak szánták, hogy a világűr nemzetek versenyhelyszínéből nemzetközivé válik. Szimbolikusan a repülés be is töltötte ezt a célt, amit azonban mindkét oldal propagandája erősen lerontott. A szovjetek mindent a marxista-leninista ideológiával próbáltak átitatni, miközben az amerikai sajtó állandó azt ontotta magából, hogy a Szojuz és egyáltalán a szovjet űrtechnika mennyivel primitívebb, mint az övék. Talán éppen ezért rövid távon a repülésnek és a nemzetközi űregyüttműködésnek nem lett folytatása, a közös repülés sokáig csak egy érdekes, színes epizód maradt. A Nemzetközi együttműködés  csak jóval később, a Shuttle-Mir programban folytatódott.

### Technikai
A közös repülés legfontosabb technikai eredménye az az androgün dokkolórendszer, az APAS–75 volt, amely lehetővé tette a két, különböző építési filozófiájú űrhajó összekapcsolását. Később ennek technikai leszármazottjaként született meg az APAS–89, amelyet a szovjetek eredetileg a Mir űrállomás és a Buran űrsikló összekapcsolására szántak, ám az soha nem jött létre. Később azonban kapóra jött a Shuttle–Mir programban, amikor ismét űrrepülőgépet kellett a Mirhez kapcsolni. Az STS–71-en ezt szerelték fel az Atlantis űrrepülőgépre, hogy bedokkolhasson a Mir űrállomásra, majd a sikert követően ezt használták az összes többi, a Mir és az űrrepülőgépek közös repüléseihez, majd később a Nemzetközi Űrállomáshoz végzett shuttle repüléseken.

### Tudományos
A közös repülés során végzett megfigyelések közül az amerikaiaké hozott tudományos előrehaladást jelentő eredményeket. Az Apollo magával vitte a SAG jelű távcsövet, amely ultraibolya tartományban volt használható. A SAG-gel végül két ultraibolya forrást, a HZ 43-at és a FEIGE 24-et fedezték fel, amelyekről mindkettőről az derült ki, hogy fehér törpék. Emellett megfigyeléseket végeztek még a Proxima Centauri (egy vörös törpe), az SS Cygni (kettőscsillag) és a Szíriusz (szintén kettős csillag) csillagokon. Egy harmadik lehetséges ultraibolya forrást is találtak a megfigyelések, a Páva csillagképben, a HD 192273 csillagnál, azonban a későbbi részletes vizsgálatok szerint a csillag távolsága és színképe alapján nem valószínű, hogy ez valódi UV forrás.

### Kulturális
A kultúrában számos emlék őrzi a közös repülés emlékét. Moszkvában, az űrrepülések irányítóközpontjának épülete előtt egy kicsinyített modellt állítottak ki, ahogy a Föld körül kering (később ez megsérült és leszerelték). Az űrhajók életnagyságú modelljét a Smithsonian Intézet Nemzeti Repülési és Űrmúzeumában állították ki Washington D.C.-ben, ahogy az RKK Enyergija Múzeum is büszkélkedhet egy hasonló, életnagyságú makettel.
A makettek mellett mindkét ország postája kiadott egy-egy bélyegblokkot, a US Postal Service 10 centes értékben, míg a Szovjet Posta 10, 12, 16 és 50 kopejkás értékkel megannyi emlékbélyeget hozott forgalomba.
1977-ben, a Nyikolaj Csernyik szovjet csillagász által felfedezett aszteroidát keresztelték 2228 Szojuz–Apollo-ra.
A repülés egy legendás barátságot is szült a két parancsnok, Alekszej Leonov és Tom Stafford között, akik még évtizedekig kapcsolatban maradtak egymással, így pl. Leonov lett Stafford kisebb gyermekeinek keresztapja, illetve Stafford mondta a gyászbeszédet Leonov 2019 októberi temetésén.
2019 novemberében az Apple TV+ streamingcsatorna gyártásában készült el a For All Mankind sorozat, amely egyfajta alternatív történelmet mesél el az űrverseny elképzelt alakulásáról. A történetben szerepet kap az Apollo-Szojuz repülés, ám teljesen más űrhajósokkal és teljesen más jelentőséggel.

## A magyar televíziózás történetéből
1975-ben készült egy több részes magyar tv-sorozat, a "Szojuz–Apollo-program" közös amerikai-szovjet űrprogram alkalmával, a Közművelődési Főosztály munkatársai által. A készítőket, ifj. Kollányi Ágoston, Ipper Pál, Domján Dénes, Molnár Miklós, az elektronikus műsorok kategória-díjával jutalmazták.

„A gondot, az eseménysorozatot övező titkosítás okozta. A szovjet hírközlési filozófiája szerint ugyanis minden olyan közlés, amely kudarcról, sikertelenségről vagy netán balesetről adott volna hírt, gyengíthette volna a szocialista társadalmi rendszer töretlen előrehaladásába vetett hitet. Márpedig az emberes űrhajózás kockázattal járó vállalkozás, erről tanúskodtak a megtörtént űrbalesetek. A szovjetek be akarták biztosítani magukat az esetleges rossz hírek ellen. Ezért az utolsó pillanatig titokban tartották a soron következő űrrepülés időpontját, másrészt, amikor a start már megtörtént, megvárták, amíg az űrhajó egy teljes kört ír le a Föld körül, azaz biztosan stabil pályán repül. Csak ekkor oldották fel az embargót (hírközlési tilalmat) és engedélyezték a sikeres űrkísérletről szóló közlemény sugárzását. Ez a rendszer jól működött a "felforgató" hírektől hermetikusan elzárt Szovjetunióban, azonban a nyugati világ peremén elhelyezkedő Magyarországon nevetséges helyzetbe hozta a hazai hírközlési szerveket, köztük a Magyar Televíziót. Magyarországon ugyanis már akkor fogható volt néhány nyugati TV adó, nem beszélve a rádióadókról.”

– Domján Dénes